# ゼ・バルマリィ帝国
ゼ・バルマリィ帝国とは、『スーパーロボット大戦シリーズ』に登場する架空の星間国家である。

## 登場作品一覧
- αシリーズ
  - スーパーロボット大戦α
  - 第2次スーパーロボット大戦α
  - 第3次スーパーロボット大戦α 終焉の銀河へ
- OGシリーズ
  - スーパーロボット大戦ORIGINAL GENERATION
  - スーパーロボット大戦ORIGINAL GENERATION2
  - スーパーロボット大戦OG ORIGINAL GENERATIONS
  - 第2次スーパーロボット大戦OG
  - スーパーロボット大戦OG ムーン・デュエラーズ
- その他
  - スーパーヒーロー作戦
  - スーパーロボットスピリッツ
  - 新スーパーロボット大戦

## 概要
αシリーズ
銀河系ペルセウス腕方面中心部のバルマー星系を中心に広大な版図を持つ君主制の帝国。通称「バルマー」（英語: Balmar）とも呼ばれる。
霊帝と呼ばれる少年王（正確には影武者の霊帝）が頂点に立って専制政治を行い、その下に支配階級の十二支族が存在する。ただし、霊帝自身が行政するのは極めて稀で、実際には帝国を構成する各星系の軍事機関の長による軍事合議制となっているが、バルマー帝国を構成するバルマー星人と、その他の星系の人類では身分的格差が激しいようで、バルマー十二支族以外の人類が中央で発言権を得るためには、かなりの軍功が必要であるらしい。
文化や文明は民族の堕落を防ぐという名目で、これらの支配層が独占している。そのため被支配階級は文化とは疎遠となっている。ズフィルードという創生神を信仰する宗教が存在する。バルマーの人間は自らをバルマー人(Balmarians)と称している。バルマー人は程度の差こそあるが、帝国人であることに誇りをもつ一方で他の星の人間を見下す傾向が強い。中には「宇宙の大いなる遺志を受け継いでいる」という危険思想を持っている者もおり、ゴッツォ家出身のユーゼス・ゴッツォですら、「バルマーを滅ぼさない限り、我々に未来は無い」と語っている。地球人に対しても例外ではなかったが、本来地球人とバルマーはともにプロトカルチャーの一種族であり、地球を起源とする同じ人種である。
建国から2万年近くが経過しており、様々な異星文明を吸収しながら拡大を続けてきた。しかし、ゼントラーディやメルトランディ、宇宙怪獣、ゾヴォーグとの長期の戦争により国力が疲弊し、敗色が濃厚となる。最後の手段として銀河辺境に辺境方面軍を派遣して未知の文明と戦力を取り込み、さらに他の銀河系に外宇宙方面軍を派遣して戦力の拡充を図るも、外宇宙方面軍はバッフ・クランとの戦闘で壊滅、7つあった辺境方面軍もSTMCやαナンバーズの手によって次々と壊滅し、滅亡はもはや時間の問題であった（『第3次α』スタート時ではエペソ艦隊、サルデス艦隊、ヒラデルヒア艦隊の方面軍が存在している）。
最終的にαナンバーズの本星急襲とシヴァー・ゴッツォの反乱で体制は崩壊し、本星もまたアポカリュプシスによる流星の直撃を受けて破壊されてしまい、生き残った民衆は他の惑星へ移住。カルネアデス計画の最終段階“神壱号作戦”におけるバスターマシン3号の作動により、銀河系中心部もろとも消滅した。
『α』の時点で宇宙怪獣を最大の敵として、宇宙怪獣がラオデキヤ艦隊を壊滅させるストーリーを考えていたが、言葉を話さない宇宙怪獣がラスボスでは良くないという理由でラオデキヤ艦隊がラスボスになったと攻略本のインタビューでプロデューサーの寺田貴信が語っている。
OGシリーズ
メテオ3（セプタギン）を地球に落とし、ネビーイームを地球へと送り込んだが、イングラムやヴィレッタがネビーイーム内を調べた限りでは、ゼ・バルマリィ帝国に関する詳しい情報を得られなかった。また、ヴィレッタは既に彼らが存在していない可能性も示唆している。『OG2』ではインスペクターから“はぐれバルマー(Stray Balmars)”と呼称されている。『OGs』で追加されたシーンでは本国や霊帝の存在を示唆する台詞もあるが詳細は不明であった。
『第2次OG』で、メキボスはネビーイームを中心としたはぐれバルマーとの交戦はあるものの、バルマー本星の所在地を知らないと述べていたが、ハードルートの最終話に登場するユーゼスは、「愚帝」と「ゴッツォ家」の現存について語っており、少なくとも帝国を統括する重要な人物達は存在している模様。
『OGMD』では、ユーゼスの捜索という任務でゴラー・ゴレム隊が出撃してアダマトロンに関わるものを回収し、その過程でチーム・ジェルバを壊滅させている。
使用される技術は敵対勢力のゾヴォーグ同様、恒星間航行を短時間で容易に行えるレベルであるが、ゾヴォーグ側の技術が所謂SF的超技術なのに対して、バルマー側ではガンエデンの影響もあってか、「充分に発達した科学技術は魔法と見分けが付かない」を体現した、一見すると魔術のような技術が採用されている。

### 十二支族
ゼ・バルマリィ帝国で、古くからの支配階級となっている一族のことを指す。
全部で12存在しているらしく、現在解かっているのは、ゴッツォ家、トーラー家、ドバン家、カイツ家の4つと、十二支族に連なるティクバー家のみである。

### 帝国監察軍
(Imperial Expeditionary Force)
ゼ・バルマリィ帝国の主力軍。
その目的は、ほかの星を侵略しその星の戦力を取り込むことであり、ガンエデンシステムの末端とも言える。霊帝近衛軍のほかに5つの監察軍が存在する。元々の起こりは文明をゼントラーディやメルトランディ、宇宙怪獣といった脅威から守護するためであったと言われている。名称は『マクロスシリーズ』に名前のみ登場するゼントラーディの対抗勢力「監察軍」からの流用。

#### 辺境銀河方面監察軍
α……正式名称、ゼ・バルマリィ帝国辺境銀河方面監察軍。
他の星を侵略し取り込む任務のほか、失われた資源や優れた能力を持つ知的生命体の発見を任務とする。
少なくとも7つの艦隊があり、第2艦隊を除く艦隊が登場している。いずれもヘルモーズ級戦艦を旗艦としており、バルマー帝国の主戦力が集められている。
しかし、ラオデキヤ艦隊とエペソ艦隊は地球侵攻に失敗し、ベルガモ艦隊、テアテラ艦隊は宇宙怪獣との戦闘で壊滅、サルデス艦隊とヒラデルヒア艦隊はバルマー本星でαナンバーズとの戦闘に敗れたが最終的に二人は生き延び、艦隊はバルマー本星からの民衆の脱出に使われた。

#### 外銀河方面監察軍
α……正式名称、ゼ・バルマリィ帝国外銀河方面監察軍。
基本的な編成は辺境方面軍と同じだが、別銀河へと遠征に向かったのでこう呼ばれる。辺境方面軍同様、外の銀河系を征服して戦力を取り込もうとしたが、バッフ・クランの圧倒的な戦力の前に壊滅してしまい、バッフ・クランが銀河系に進出するきっかけを作ってしまう。また、一部の艦隊は、STMCの襲撃によって壊滅している模様。

### ハイブリッド・ヒューマン
αシリーズ……ゼ・バルマリィ帝国の十二支一族の一つであるゴッツォ家が、能力の優れた人間に艦隊の指揮を執らせるべく、優秀な人間の遺伝子を複合させて生み出した人造人間のことを指す。
ジュデッカ・ゴッツォの名を持つ人間がこれに該当しており、帝国監察軍7つの艦隊それぞれの指揮にあたっている。7人とも髪の色が違う以外は同じ顔だが、人造人間だとは気づかなかった者もいる。ハザル・ゴッツォやエイス・ゴッツォは人造サイコドライバーとして作られたハイブリッドヒューマン・タイプPDである。なお、ジュデッカ・ゴッツォ達は自身が人造人間であることを自覚している。
7人のジュデッカ・ゴッツォの名称は、『ヨハネの黙示録』に登場した、古代キリスト教の小アジアにおける7つの主要となった教会の名称から取られている。

### 創世神ズフィルード
α……ゼ・バルマリィ帝国の創世を行ったといわれる神の名で、霊帝ケイサル・エフェス（ゲベル・ガンエデン）のことを指す。
帝国監察軍最強の切り札である兵器にもこの名を用いられている。

## 人物
英字キャラクター名称は北米版『OG』における表記。また、北米版『OG』で名前が違うものは（日本版 / 北米版）の順に表記する。

### 元地球人

#### レビ・トーラー
(Revi / Levi Tolar)
声優：折笠愛
初出は『スーパーロボットスピリッツ』の最終ボス。
『スピリッツ』では『戦闘メカ ザブングル』での未来の地球こと惑星ゾラの支配者イノセントの宇宙勢力ネオ・イノセントの主導者である。バルマーとの戦争に敗北寸前となり、封印されたDG細胞を使用した兵器であるメギロートを始めとするエアロゲイターシステムを起動させて対抗するも、敗北。
その後ゼ・バルマリィ帝国に捕えられジュデッカ・ゴッツォに洗脳され、時間を超える機能を持った兵器「ジュデッカ」を提供され、過去の時代でスーパーロボットやパイロットのスピリッツのデータを収集して元の時代のジュデッカ・ゴッツォに送信することで状況を打開できると信じている。未来を救うためには己の犠牲をもいとわない。
『α』および『OG』では、その正体はアヤの妹マイ・コバヤシで、かつて特殊脳医学研究所で実験をされていた際の事故で死亡したと偽装され、イングラムによってネビーイーム（『α』ではゼ・バルマリィ帝国）へと連れさられコールドスリープされていたが、数年後に「レビ・トーラー」という人格が植えつけられた（『α』シリーズではエツィーラの手によるもの。『OG』ではバルマー本国が現存しているか不明）。コールドスリープされていた数年間は肉体の成長も止まっていたため、生年に比して肉体年齢は低い。
『α』ではラオデキヤ・ジュデッカ・ゴッツォ直属の戦闘指揮官で位は「戦爵」。
ラオデキヤやユーゼスにとって彼女は地球のサイコドライバーのサンプルであった。人格操作は兵器「ジュデッカ」によるものであったため、アクシズにおける戦いで撃破されリュウセイによって救出された際にレビ・トーラーとしての人格は消え、エアロゲイターにいた頃の記憶を失うが、そのままR-GUNパワードのパイロットになった。左右の瞳の色が違うが、洗脳が解けると両方とも同じ色となる。レビが「愛・おぼえていますか」のメロディーを知っていたのは、対ゼントラーディ用の対策としてユーゼスによって聞かされていたため。
以後『α外伝』まではレビ・トーラーとして登場するが、『α外伝』から『第3次α』までの間でケンゾウとアヤに「マイ・コバヤシ」として引き取られた。地球の古い言葉で「レビ」は祭司、「トーラー」は律法を意味するが、バルマー星においてもこれらの言葉はほぼ同じ意味を持っている。
『OG』ではネビーイームでの戦いに敗れて死亡したものと思われていた（アニメ版ではジュデッカ撃破時にマイとしての自我を取り戻したかのような描写がある。木村明広の漫画版『スーパーロボット大戦OG -ディバイン・ウォーズ-』ではアニメ版の描写に加えて、行動不能になったSRXを最後の力を振り絞ってジュデッカで味方陣営に放り投げた）が、『OG2』で発見されたジュデッカのコアの中にいるのを発見される（以後の経緯はマイ・コバヤシを参照）。レビとしての記憶は残留思念として残っており、マイを苦しめる。その当時の念動力は現在のマイの比ではない。
主な乗機はジュデッカ（レビ機）、ヴァイクル、R-GUNパワード、量産型ヒュッケバインMK-II。
専用BGMは「MARIONETTE MESSIAH」（北米版『OG』での曲名は「Marionette Savior」）。

#### アタッド・シャムラン
(Attado / Atad Shamran)
声優：中澤やよい
初登場は『OG』。ネビーイームではレビやイングラムに次ぐ地位を持つ。
ゲーザやガルインなどの精神コントロールを担当。純粋なバルマー人でないゲーザやガルインを人形呼ばわりし、人間ですらないイングラムを嘲笑するが、実は彼女の正体は、かつて特脳研で被験体になっていて、事故の時にマイと共にネビーイームに運ばれた少女ジェニファー・フォンダ(Jennifer Fonda)が改造された姿である。ネビーイーム内での戦闘でその事実を知るが、事実を受け入れられないあまり混乱状態になり、その直後にイングラムに射殺される（『OG』「リュウセイ編」）。
『OG』「キョウスケ編」ではその事実を知らないまま死亡。『DW』ではリュウセイとライの連携攻撃の前に破れ、ジェニファー・フォンダとしての記憶を取り戻して死亡した。トラウマシャドーという能力を持っており、相手に巧妙な幻覚を見せることができるが、アインストにより再生された人間であるエクセレンには通じず、サイバスターを欺くこともできなかった。
専用BGMは「THE ARROW OF DESTINY」（ゲーザ、ガルイン、ユーゼス（『α』）も同様）。

#### ゲーザ・ハガナー
(Geza / Gaza Haganer)
声優：川津泰彦
初登場は『OG』。ネビーイームから送り込まれた有人機のパイロット。
地球人をサル呼ばわりして見下す高慢な性格だが、精神が不安定でよく頭痛を起こす。念動力者がデジャヴを感じ、特徴のあるしゃべり方をするが、その正体は、ジュネーブでの決戦で死亡したと思われていたテンザン・ナカジマが秘密裏にエアロゲイターに回収され、アタッドの改造手術によって変わり果てた姿である。
外見は殆ど面影を残しておらず体の一部が機械化されており、さらには戦争をゲーム感覚で戦うイデオロギーも強化されている。リュウセイ編ではネビーイーム内でヴァイクルに、キョウスケ編ではネビーイーム宙域でエゼキエル・アドムに搭乗して決戦を迎えるが、死ぬ間際に精神崩壊同然の状態で自我を取り戻す。リオはその死を自業自得と指摘したが、同じ元ゲーマーのリュウセイやリョウトは複雑な思いをしていた。
『DW』では未登場であるため、テンザンはジュネーブでの決戦で完全に死亡している。

#### ガルイン・メハベル
(Galin / Galuin M'Habel)
初登場は『OG』。体の大部分を機械に改造されたサイボーグ。
“ゲシュペンスト”という言葉に特別な反応を示す。その正体は、乗機のゲシュペンストMk-Iの2号機と共に消息不明となった元教導隊のカーウァイ・ラウ大佐がアタッドの改造手術によって変わり果てた姿である。ギリアム、カイ、ラトゥーニらによる初戦後の調査によって彼がカーウァイ・ラウ大佐本人であることを示唆され、「キョウスケ編」ではその後の戦闘でさらに追跡調査が行われ、96.4%の確率で同一人物であると判明する。当初は、カスタマイズされたエゼキエルに搭乗していたが、最後はエアロゲイターの技術によって徹底的に強化されたゲシュペンスト・タイプSに搭乗し、かつての教え子であったギリアム達に襲い掛かる。
かろうじて記憶が残っており、最期はギリアム（キョウスケ編では教導隊の面々）に、自分を解放してくれた礼を言って散る。『OGs』では台詞があるが声優は「???」となっている。
『DW』では未登場。『Record of ATX』ではその凄腕に磨きがかかっており、元教導隊の4人が揃ってなお互角という凄まじい実力を見せつけた。さらに、アルトアイゼンの駆動音のみでその素体となったのがゲシュペンストMk-IのタイプTであることを見抜いている。

### ゴッツォ家
ゼ・バルマリィの貴族階級十二支族の中で軍事をつかさどる。
仮面つきの兜、胸甲、肩当てを身に着け、素顔を隠している者が多い。仮面には2対・4つの眼の装飾が施されている。『DW』ではネビーイーム、R-GUNリヴァーレのコクピットにも仮面と同じデザインの装飾が確認できる。『α』でユーゼスが口にした「それも私だ」をはじめ、以後の作品では関連者が「~も（一人称）だ」という決め台詞を使うことが多い。

#### ユーゼス・ゴッツォ
声優：大友龍三郎（『α』）、乃村健次（『DW』『第2次OG』）
初出は『スーパーヒーロー作戦』（以下『SH作戦』）の最終ボス。
バード星人と地球人の混血であり、バード星に本拠地を置く銀河連邦警察に属する科学者。
調査のために宇宙刑事ギャバンとともに地球におもむくが、紆余曲折を経て大怪我を手術した際に元とは違う顔になり、別人となった顔を嫌って仮面で隠すようになる。その後、ウルトラマンについて研究するようになり憧れ・羨望・嫉妬などを抱き、自らが宇宙の調停者になるべく因果律を操作するクロスゲートパラダイムシステムを開発。さらに別次元のユーゼス・ゴッツォに造られたというラオデキヤ・ジュデッカ・ゴッツォからジュデッカを受け取り、ウルトラマンの力を奪ってクロスゲートパラダイムシステムを完全な物にするために行動を開始。ウルトラマンが地球に来ていた過去の時代にアルティメットガンダムの基礎フレームやその生体コアになるべき自分のクローンを送るなど数々の陰謀をめぐらす。
ついには、ウルトラマンから奪った力を込めたデビルガンダムの生体コアになり、因果律を掌握した超神ゼストへと進化を遂げた。人間を軽く見ている反面、地球に見惚れ自然を愛好している一面もあるが、臆病でありながら粋がっている地球人を絶望、蔑視している傾向がある。クローン（『SH作戦』の主人公）の顔は元の顔ではなく現在の顔をモデルにしているため、ユーゼスと（『SH作戦』の主人公）は同じ顔をしている（クローンを女性に調整していた場合であるヴィレッタ（女主人公）もユーゼスに似た顔にしている）。
クローンは野望のための駒であったが、同時に彼の良心の姿を生き写した者でもあった。
『α』ではゼ・バルマリィ帝国監察軍第7艦隊副司令で、階級は「騎爵」。ゴッツォ家の出身。
独自に機動兵器の開発も行っており、地球圏最強の戦力を自らの軍に取り込むべく地球圏に赴く。ラオデキヤから単独行動を許されている唯一の人物で、常に灰色の仮面を被っており、最後まで素顔は不明。人間に対してはエンジェル・ハイロゥに眠る全てのサイキッカー達を脳髄のみの姿にするなど、残虐で非道な作戦を実行する。
実は、第7艦隊を裏で操っており、自らの野望「ゼ・バルマリィ帝国そのものへの反逆」「CPSによって新たな世界を創造し、そこで全能なる調停者となる」を達成すべく、本格的な侵攻の前に地球圏に単独で訪れ、地上のみでなく、地上内に存在する異世界にまで様々な暗躍を行った。
『α』の最終決戦で自らが敗れた時ロンド・ベルに対してバルマー帝国は強大だと警告した。
しかし、DC版『α』の追加ルートではその野心を霊帝に見抜かれており、ヘルモーズの中に潜んでいたオリジナルのジュデッカ・ゴッツォの手によって志半ばで命を落とした。主な乗機は、アンティノラ、ジュデッカ（ユーゼス機、黒色）。彼自身は念動力者ではないが、念の扱い方自体には通じているらしく、ジュデッカに組み込まれている念動フィールドを問題なく使いこなしている。また、リュウセイ・ダテを念で圧倒さえしている。
『第3次α』において、ユーゼスが因果律を研究していた理由は、霊帝ケイサル・エフェスの存在、正負の無限力の存在、さらにそれとサイコドライバーの関連等、ゼ・バルマリィに隠された真実を知っていたためとヴィレッタが推測している。彼自身は死後、無限力に一足早く取り込まれた。
『SH作戦』においてユーゼスと因果律の鎖で結ばれた別次元のユーゼスに造られたラオデキヤが協力している。ラオデキヤを造ったという事項は『α』のユーゼスと一致するが、同一人物なのかは不明。
DC版『α』ではオリジナルのジュデッカ・ゴッツォに粛清された際、因果律を操作して自分の運命を変えようとしていたという趣旨の発言をしており、『α』におけるユーゼスの詳細部分は謎。
前述の通り、バルマー側のクロスゲートの機能・操作方法を元にクロスゲート・パラダイム・システムを開発した。その情報を彼に与えたのは、『α』開始以前に『SH作戦』の世界から転移してきたイングラムであった。イングラムはクローン元である『SH作戦』のユーゼスと「操る者、操られる者であり、片方はその果てに破滅が待ち、片方は自我の確立に執念を燃やす」という因果律の鎖で結ばれていたため、別の世界のユーゼスとも因果律の鎖で結ばれている。
『OG』のアニメ『DW』でも仮面の男という役名で彼らしき人物が登場しており、最終話では同じ仮面を被り『最後の審判者』を名乗るゴッツォの者がイングラムの意識と体を乗っ取った。
『OGs』の『OG1』にも名前は伏せられているが登場しており、自分の意のままに動く傀儡としてイングラムの意識を洗脳したほか、ユーゼスが愚帝と呼ぶ者への反逆を目論んでいることを口に出し、個人の野心よりもゴッツォ家への忠誠を優先させているかのような言動も取っていた。
『第2次OG』においては「アルテウル・シュタインベック」という偽名（アルテウルはアルティメットとウルトラの掛け合わせ）を用いて暗躍し、『α』同様全能なる調停者となり、己の運命を変えることを目論んでいた。その一環としてツェントル・プロジェクトに出資し、また別次元からの転移者であるアクセル・アルマーとの接触も試みていた（これは実行前にアクセルが目覚めたため失敗している）。
イングラムやエアロゲイターを操りL5戦役を引き起こした黒幕ではあるが最終的にはエルデが生み出したAI1、イングとエグゼクスバインを利用し、鋼龍戦隊に敗れたナシム・ガンエデンを奪取・融合し、異形の存在「アダマトロン」へと変貌を遂げる。
しかし、カーリーの特攻によってイングに脱出されたのをきっかけに形勢が逆転し、戦隊の大攻勢を受けて敗北。己の失敗を認められないまま消滅した。
パラレルワールド（過去作品である『α』『SH作戦』）の知識を前世の虚憶として持っており、クロスゲート・パラダイム・システムを作ったのも、自身の持つ謎の記憶の正体が判明し、そして自身が滅びの運命にあることを知ったことから、その運命を改変するためであった。アダマトロンによる攻撃の際『α』世界における因縁深い存在（ジュデッカ、アストラナガン、ディス・アストラナガン、両ガンエデン）のシルエットを垣間見せており、またある場面で「ゼスト」の名を口にしている。
しかし、イングラムが『SH作戦』における己のコピーである事実や、因果の鎖を断ち切らない限り運命が変えられないこと、そのためにイングラムが不可欠であることを知らないなど、知識に関しては欠けが目立っている。
なお『第2次OG』での素顔は『SH作戦』における整形前の物のリデザインになっている。専用BGMは「ULTRA ONE」。
『アイドルマスター シンデレラガールズ』の『OG』シリーズとのコラボイベント「LIVEツアーカーニバル 第2次スーパーロボット大戦CG チューン・デュエラーズ」ではラスボスとして登場。アダマトロンに搭乗し、本作では「ウーゼス・ガッツォ」名義となっている。

#### ハザル・ゴッツォ
声優：吉野裕行
初登場は『第3次α』。霊帝近衛軍の将軍。ゴラー・ゴレム隊の指揮官で愛機はヴァイクラン。
辺境銀河方面監察軍の総司令官として太陽系へ赴き、第一次ゲート攻防戦にてヴァイクランで出撃、ユーゼスが残したデータを基にSRXの弱点を突き、破壊する。決戦では副官のエイスのディバリウムと合体したガドル・ヴァイクランを操る。基本的にバルマー人以外は虫けら扱いし、部下も手荒く扱うところがある。指揮官として有能な人物とは言えず、側近であるエイスやキャリコ達バルシェムにまで好き勝手な行動をされていた。また、父親のシヴァーが注目しているサイコドライバーの力を持つリュウセイやクスハに対しては敵愾心を持って戦いを挑んでくる。
その奥底には父に認められたいという愛情への渇望があったようである。そのため、彼から授けられたヴァイクランを傷つけられると怒りをあらわにする。バランとは昔の師弟関係でルリアとは顔馴染み。また、地球にいる間にゼンガーと何度かやり合ったらしく、特殊戦闘セリフがある。
その正体はシヴァーによって作られたタイプPDと呼ばれるハイブリッド・ヒューマンで、サイコドライバー能力を引き出すための実験体であった。
本人はそのことを知らされず、普通の人間のように育てられたため、自身を生粋のバルマー人と信じていた。三重連太陽系宙域の戦いで敗北した直後にエイスに真実を明かされた後、エイスの手で粛清された。
専用BGMは「CROWN MASTER」。

#### エイス・ゴッツォ
声優：なし
初登場は『第3次α』。愛機はディバリウム。
ハザルの副官で、片言を喋りながらも冷静沈着でハザル以上に指揮官能力が高い。ハザルの命令のままに動くように見えるが、裏でシヴァーによって特殊任務の命令を受けており、ハザルもその事実については知らなかった。その関係で、シヴァーから直接命令を受けることもあった。ユーゼスやシヴァーのようにいつも仮面をつけており、ハザルによると、幼い頃の事故で顔に重度の火傷を負ったのが原因であるらしいが、幼い頃からの付き合いであるハザルがエイスの素顔を知らないということは絶対にありえないと、孫光龍も怪しんでいた。
その正体はシヴァーによって作られたハザルの予備体であり、仮面の下にはハザルと同じ顔をもつ。
人間らしく育成されたハザルと違い、自身が兵器として産み出されたハイブリッド・ヒューマンであることを自覚しており、感情のままに行動するハザルを間近で観察させられることで、どのような任務も冷徹に遂行していく人格を確立していった。バルマー本星の戦いで敗北したときも、任務に失敗した兵器は消えるだけだと言い残し後悔もなく散っていった。ヴァイクラン搭乗後は普通に喋るようになるが、戦闘中は無言。
専用BGMは「CROWN MASTER」（ヴァイクラン搭乗時のみ）。

#### シヴァー・ゴッツォ
声優：屋良有作
ゼ・バルマリィ帝国の宰相にして帝国最高評議会「シケム」の議長。
ゴッツォ家をとりまとめる当主であり、さらに帝国屈指の科学者でもある。エスリムやヴァルクシリーズ、メギロートなどの偵察機に至るまで、監察軍機動兵器の全ては彼が設計したもの。
常に黒い仮面を身に着けているが、素顔は初老の男の姿である。ゼ・バルマリィの支配者は霊帝であるが、実際に政治の場で采配を彼が振っていた。バランとは十年来の友であり、かつては彼同様霊帝に対する篤い信奉を持っていた。そして、シヴァーは政治で、バランは武門で霊帝ルアフに仕え、バルマーのため身命を賭すと誓って道を歩んだ。だが、出世する中でルアフに近づいた彼は、その本性に気付き、忠誠心を失う。その後、このままではバルマーに未来はないと確信した彼は霊帝ルアフの打倒とバルマーの民の救済を決意。しかし、その大願が成るまではあえて忠臣を演じ、周りの目を欺き続けた。
後に別の形での切り札として、負の無限力を動力とする無限エンジン「ディス・レヴ」を開発。クォヴレールートではこれが銀河を救うこととなる。
非情かつ冷徹に見えるが、実際の彼は激情家である。ルアフへの反乱を目論見、そのための戦力としてゴラー・ゴレム隊を配下に持つ。また、自らの戦力として取り込むためにゴラー・ゴレム隊に地球への侵攻を命じた。
ハザルを使い捨てするなど、非道な作戦を実行してきた。クロスゲートの解析を終え、封印戦争時にナシム・ガンエデンが出現していたことを確認し、ハザルに第一艦隊を預けて地球へ赴かせたシヴァーは、イルイを利用してゲベル・ガンエデンを扱う目算を立てる。そのための障害となる霊帝の近衛軍、および帝国観察軍に対しては、かねてから注目していたαナンバーズを利用することを選択。イルイをバルマー本星に拉致した上で、当然それを追って来るだろう彼らを招き入れた。そのためにネビーイームを宙域防衛強化のためと偽って動かし、さらにバランに弱い精神制御を施してαナンバーズに向かわせ、先導役を務めさせた。結果として全てはシヴァーの筋書き通りに進み、本星に降り立ったαナンバーズはルアフの打倒を成し遂げる。
バルマー星とバルマーの民を単なる道具としか見なしていないルアフへの憎しみは深く、念動力を使い果たしたルアフを滅多打ちにした挙句に殺害した。自身で生み出した人造人間達は道具同然の扱いをしているが、その一方で形こそ違えど意味を与えて自我の確立を促すなど、内心では期待を抱いていた。一見冷酷ではあるが、「人の心」の何たるかを理解しているのである。バランに対しては精神操作を施したが、これは自身の目的を明かしたとしてもバランが決して同調しないことが分かり切っていたからであり、そのため彼にはαナンバーズに与するよう仕向け、敵の立ち位置からルアフの本性に向かわせた。
進む道を違えることになったバランに対して、決戦時には「志は同じだが進んだ道が違っただけだ」「ゼ・バルマリィの平穏を願うなら、己を貫いて見せろ」と挑発とも激励ともとれる言葉をかけている。またアルマナについては、彼女の言う言葉による解決を一蹴したものの、万が一自分が敗北した場合には臣民をまとめ、バルマーの象徴としての役割を務めるよう頼んでいた。同時にサルデス・ヒラデルヒアには臣民の避難した場所を教え、もしもの時にはヘルモーズに収容して本星を脱出するよう仕向けていた。
その後、名実ともにバルマーの頂点に立った彼は、イルイを利用してゲベル・ガンエデンでαナンバーズに戦いを挑む。だが、彼らの力はシヴァーの予想以上であり、力及ばず敗れ去る。しかし、彼は敗北後も考えて行動しており、バルマー本星の民衆は戦闘が起きる前にシヴァーの手で本星を脱出させられていた。これは、自身の野心にバルマーの無辜の民を巻き込むことを良しとしなかったためである。
しかし、根っからの悪人ではないものの、傲慢で力を過信し、自らがルアフに取って代わり神となる野望を持っていたため、かつての友であるバランには「獅子身中の蟲」呼ばわりされてしまう。結局は最後まで『力による解決』という方法論を捨てずに戦いを挑んで敗れ、最期にイルイとαナンバーズに銀河の未来を託して力尽き、本星と運命を共にすることで壮大な野望に自らピリオドを打った。
その生き様は、万丈を始め多くのメンバーから大きな敬意を寄せられており、「あなたはもしかすると、この銀河を救う人間だったかもしれない」と評されている。しかし、ケイサル・エフェスの存在までは突き止められなかった。
専用BGMは「ZEST SEVEN」であり、これはハザルやエイスの「CROWN MASTER」のアレンジとなっている。
またこのタイトルは、『SH作戦』における、光の巨人の力を利用したユーゼスを意識したものである。「ZEST」は「超神ゼスト」、「SEVEN」は光の巨人に対応する「ウルトラセブン」のことであり、シヴァーがユーゼスの立ち位置を継ぐ者であることを示している。

#### ジュデッカ・ゴッツォ
これらの人物の声は全員速水奨が担当している。
ラオデキヤ・ジュデッカ・ゴッツォ
初登場は『新スーパーロボット大戦』の最終ボス「ジュデッカ・ゴッツォ」だが、追加設定などによって、『α』では名前が「ラオデキヤ・ジュデッカ・ゴッツォ」に改められた。
士師の位を持つゼ・バルマリィ帝国辺境銀河方面監察軍第7艦隊（艦隊にはバルマー独自の戦力に加え複数の版権作品の悪役が加わっている）の艦隊司令。
地球圏最強の戦力を自らの軍に取り込むべく地球圏に赴く。その正体は、種として能力の衰退が始まった純血のバルマー人を指揮する優秀な指導者として使うため多くの優秀な人間のデータを元に遺伝子工学で造られたハイブリッド・ヒューマンである。元来のラオデキヤはシヴァー・ゴッツォが造り出したものであるが、『α』に登場するラオデキヤはユーゼス・ゴッツォによって造り出された複製クローンである。前回のラオデキヤは、『α』のストーリーが始まる十年前にゼントラーディ軍との戦いで死亡、ユーゼスにより新たに造り出された二人目のラオデキヤは兵士の士気向上のために性格を武人肌から好戦的な性格へと改変されている。本人は自らの事実に最後まで気付かないままズフィルードに搭乗して戦死した。その後、ユーゼスの命令に忠実に従う四人のラオデキヤが登場している。『新』ではヘルモーズによって撃ち落されて戦死する。
ラオデキヤ以外にもシヴァーが造り出した「ジュデッカ・ゴッツォ」の名を持つハイブリッド・ヒューマンが6人存在し、それぞれが異なる名でゼ・バルマリィ艦隊の司令官を務めている。ラオデキヤは、7番目の「ジュデッカ・ゴッツォ」である。DC版『α』のみの特別ルート編において、ラオデキヤが旗艦ヘルモーズと共に戦死した後、霊帝自らが造り出したオリジナルの「ジュデッカ・ゴッツォ」であるラオデキヤがズフィルードに乗って登場、旗艦ヘルモーズに格納されていたズフィルード内に反乱防止プログラムとして配されていたもので、帝国への反逆をたくらむユーゼスを粛清している。
『SH作戦』には作中世界とは別次元のユーゼスに造られたと称するラオデキヤ・ジュデッカ・ゴッツォが登場している。同じゴッツォ姓であることをいぶかしむ『SH作戦』のユーゼスに対して、別次元のユーゼスおよびその創造物である自身は『SH作戦』のユーゼスと因果律の鎖で結ばれており、『SH作戦』のユーゼスがクロスゲートパラダイムシステムを完成させれば別次元におけるユーゼスと自身の存在が確立されることに繋がると説明。時空間のゲートの検出で行き詰っている『SH作戦』のユーゼスに、ズフィルードであり時空を超える機能も組み込まれているジュデッカの機体フレームを贈っている。
『スーパロボットスピリッツ』でも、ジュデッカ・ゴッツォなる人物が未来の地球を守ってバルマー帝国と戦っているネオ・イノセントの指導者レビ・トーラーに、時空を超える機能が組み込まれたジュデッカを提供している。ジュデッカ・ゴッツォは実はネオ・イノセントではなくバルマー帝国軍の人間であり、レビ・トーラーを騙して情報収集に利用している立場である。
エペソ・ジュデッカ・ゴッツォ
ゼ・バルマリィ帝国辺境銀河方面監察軍第1艦隊、通称「エペソ艦隊」の司令官で、1番目のジュデッカ・ゴッツォ型のハイブリッド・ヒューマン。
封印戦争より約1か月後に、ハザルを総司令官にゲートを使ってアステロイドベルト宙域に出現。ゲートを掌握した。火星においてαナンバーズと最初の交戦を繰り広げ、ズフィルード・エヴェッドを起動させるまでに至ったが敗退。一度は死亡するものの、その後データを予備体に移され復活。その次は、空間転移されてきたネビーイームの防衛にあたっていたが、αナンバーズの勢いを止めることは出来ず、敗れる。
エツィーラ・トーラーには帝国一の忠将であると言われている。
ペルガモ・ジュデッカ・ゴッツォ
ゼ・バルマリィ帝国辺境銀河方面監察軍第3艦隊司令で、3番目のジュデッカ・ゴッツォ型のハイブリッド・ヒューマン。
『第3次α』にて、バラン・ドバンの発言から、STMC襲撃により死亡したと言われるだけで、未登場。
テアテラ・ジュデッカ・ゴッツォ
ゼ・バルマリィ帝国辺境銀河方面監察軍第4艦隊、通称「テアテラ艦隊」の司令官で、4番目のジュデッカ・ゴッツォ型のハイブリッド・ヒューマン。
直接は登場しないが、ユーゼスの報告によって艦隊の名称が出ている。ユーゼスの解説によると艦隊を率いて銀河系中心宙域へ進軍していたが、STMCの襲撃によって艦隊は壊滅させられ、テアテラ自身も死亡したらしい。
『α』でその存在が語られただけで未登場である。
サルデス・ジュデッカ・ゴッツォ、ヒラデルヒア・ジュデッカ・ゴッツォ
いずれも辺境銀河方面監察軍の司令官で、サルデスは第5艦隊、ヒラデルヒアは第6艦隊の司令官である。
それぞれ5、6番目のジュデッカ・ゴッツォ。本来は銀河辺境で任務に就いていたが、バルマー本星が危機に陥っていることを知って急遽、本星の防衛に当たることになる。そのままルアフの命を受けてαナンバーズの前に立ち塞がった。本星宙域ではヘルモーズ級を、本星首都ではズフィルード・エヴェッドを駆って奮戦するもののαナンバーズに一蹴されてしまう。
その後、アルマナと共にバルマー本星に残っていた民間人を救助し、アポカリュプシスで崩壊する本星からαナンバーズと共に脱出する。全てが終わった後はアルマナを補佐してバルマー復興のために力を尽くす。ジュデッカ・ゴッツォ型のハイブリッド・ヒューマンは武人として調整されているためか、生まれながらの武人であるバラン・ドバンに敬意と憧憬を抱く傾向があるらしい。
なお、サルデスは共闘体制を取った後もαナンバーズに対しての態度があまり変わらなかったのに対し、ヒラデルヒアは敬語で対応するなど、理知的な面がある。

### バルシェム
俗にオリジネイターと呼ばれているイングラム・プリスケン（アウレフ=「1」）のデータを基に作製された人造人間達の総称で、全員がイングラムのクローンといえる。ただし、オリジネイターの証である刻印は無い（イングラムの意思が介入しているクォヴレーのみ除く）。
2号体となるヴィレッタ・バディム（ヴェート=「2」）のみがイングラム自身の手によって作製され（ただし『DCα』ではユーゼスが生み出したと語っている）、3号体以降はユーゼスが作製していたらしいが、エイス・ゴッツォの解説によると、バルマー戦役の際、ヘルモーズと共に覚醒せぬまま消滅した。その後、シヴァー・ゴッツォによって、ユーゼスの作製したバルシェムシリーズを基にした新たなバルシェムシリーズが作製されており、キャリコ・マクレディ（ギメル=「3」）、スペクトラ・マクレディ、（ダレット=「4」）クォヴレー・ゴードン（アイン=「16」）の3人もこれに該当する。
また、全員のコードネームは、ヘブライ語の番号になっている。主に特殊工作活動を担当している。

#### キャリコ・マクレディ
声優：成田剣
ゴラー・ゴレム隊の隊長で、乗機はヴァルク・バアル。階級は「戦爵」。
オリジネイターであるイングラムのデータを元にして生み出されたバルシェムの3号体で、バルシェムシリーズを指揮するために作られた指揮官モデル。コードネームはギメル・バルシェム。
クォヴレー編ではクォヴレーのライバルとなる。イングラムと同じオリジネイターである証の刻印を持っているクォヴレーに対する激しい憎しみとオリジナルのイングラムに対する恐怖心を抱いており、クォヴレーを抹殺しディス・アストラナガンを手に入れて、自らが新たなイングラム・プリスケンになるという野望を抱いていた。
物語終盤近くでは自らの仮面をはずしてαナンバーズに挑むが、クォヴレーとディス・アストラナガンの前に敗れ去る。

#### スペクトラ・マクレディ
声優：中村尚子
ゴラー・ゴレム隊副隊長で、乗機はヴァルク・イシャー。階級は「戦爵」。
オリジネイターであるイングラムのデータを元にして生み出されたバルシェムの4号体で、コードネームは、ダレット・バルシェム。
イングラムに生み出されたヴィレッタを抹殺し、自らが新たなヴィレッタ・バディムになろうとしていた。かつてセレーナが所属していたチーム・ジェルバを全滅させたことがあるため、セレーナには仇として付け狙われている。髪型以外の面影はヴィレッタに酷似しており、そのためにセレーナも最初はヴィレッタとスペクトラが同一人物ではないかと勘違いし、ヴィレッタにとってはいい迷惑であった。セレーナ編ではさらに最終的にセレーナとライバルのような間柄になり、セレーナはずっと挑発も兼ねて彼女のことを仮面の女やダレットと呼んでいたが、最後にはスペクトラと呼んでいる。スペクトラも侮蔑の意味合いでクォヴレーのことをコードネームの「アイン」で通している。
存外感情的になりやすく、セレーナの挑発にいちいち乗っていた。

#### クォヴレー・ゴードン
声優：泰勇気
ゲーム上でのデータは10月6日生まれのB型。ゴラー・ゴレム隊員で、「16番目」のコードネームを持つ「アイン・バルシェム」であった。
当初はイルイ捕獲のため、ロンド･ベル隊へ潜入工作の任務を任されており、クォヴレーという名もバルマー側が用意した偽造パーソナルデータである。しかし、ロンド・ベル隊の接触前に突如現れたクロスゲートを調査中、中から出現したアストラナガンの残骸に乗機を取り込まれ、同時にそれ以前の全ての記憶を失う。以降は図らずともロンド・ベル隊に所属し、ゼオラ、そして後に合流したアラドとチームを組むことになった（階級は少尉）。
また、彼の中には、アストラナガンを通じてイングラムの思念が流れ込んでおり、ストーリーが後半に進むにつれて、次第にそれに苦しめられるようになるが、最終的には、自らを「クォヴレー・ゴードン」という個人として認められるようになる。しかし、その一方で他者が自分を見るときにイングラムを意識して自分を見られていることを気にしており、そのことで感情を爆発させたこともある。その生き様はスペシャルシナリオでエルマに尊敬されている。性格は至って温厚で情に厚く、基本的にクールで無口だが、心の内には激情を秘めている。
序盤では記憶喪失とはいえ、任務を機械的に遂行することを至上の目的とし、時には冷酷な手段すら辞さないというバルシェム時代と変わらない価値観を持っていたが、戦友たちとの交流により徐々に上記のような人間性を獲得していった。しかし、常識が無くどこか他人とずれたところがある。
手先がかなり器用で、バロータ星系ルートでは、ゼオラのアドバイスと教本の手順に従い、ミレーヌに見事な刺繍を施したハンカチをプレゼントしている。
他のキャラクターに対しては威圧的に会話する数々の敵も、彼とディス・アストラナガンは恐れている。
銀河大戦終結後は、アラドやゼオラ、そして仲間達と再会することを誓い、全ての並行世界を守るために旅立って行った。
表向きはケイサル・エフェスの爆発に巻き込まれ一人だけ地球に帰還できず、時間はかかるがこれから帰ると告げている。名前の由来は銃器設計者ゴードン・イングラムから（詳細はイングラム・プリスケンに）。
『第3次α』序盤のイベントで何回か髪が青くなり（クォヴレーの本来の髪の色は青色だが、イングラム憑依後に銀髪になった）、その際は通常以上の力を発揮するがその間の記憶は無くなっているという現象がおきている。
これはクォヴレーではなくイングラムの人格が出ている状態である（没データにこの状態でのシヴァーとの戦闘セリフがある）。後にクォヴレーはこの力を自分で制御できるようになり、ディス・アストラナガンのアイン・ソフ・オウルを発動したときにクォヴレーの人格のままこの状態になる。また、序盤にキャリコからクォヴレーの中に潜む人格がイングラムなのかユーゼスなのかを疑われていた場面がある。
『DW』では、イングラムの夢らしき場面でディス・アストラナガンを駆り、イングラムのアストラナガンと闘っていた。その後もイングラムの回想の中に現れ、イングラムの自我の確立を促している。『OGs』でもクォヴレーらしき人物が同様にイングラムに語りかける場面が見られるが、「因子が足りない」ためにまだ『OG』シリーズの世界に姿を現すことはできないらしい。
『OGMD』ではアイン・バルシェムとして登場し、キャリコ、スペクトラから与えられた任務を遂行するだけの存在だが、その際にクォヴレーの意識を感じ取っている他、イングに対して違和感を覚えている。
搭乗機はベルグバウ、ディス・アストラナガン。
一時的に量産型νガンダム（インコム仕様）やヴァルク・ベンに乗っていたこともある。なお序盤では、ベルグバウに対して僅かに拒否感、距離感を覚えていた。
専用BGMは「ANOTHER TIMEDIVER」（ベルグバウ）、「THE GUN OF DIS」（ディス・アストラナガン）。
この2曲はイングラムの専用BGMのアレンジ（前者は「TIME DIVER」、後者は「虚空からの使者」）となっている。35話では一時的にヴァルク・ベンに搭乗し、その時はBGMが「ZEST　SEVEN」になる。『α』以降に生を受けているため、実年齢は1歳程度しかなく、年齢が明らかになっている中では最年少主人公でもある。

#### アーマラ・バートン
声優：池澤春菜
初出は『第2次OG』。OG世界のユーゼスが作ったバルシェムであり彼には忠実。
ガイアセイバーズの独立部隊オメガ・セイバーではあるが、当初は他の部隊にすら素性を隠して別行動を取っていた。ユーゼスからガリルナガンを受け取り、点検中のヒュッケバインのブラックホールエンジンやMk-IIIのトロニウムを強奪する。
普段はクールに振る舞ってはいるが、戦闘時や激昂した時には荒々しい口調に変貌することもある。イングに対しては並々ならぬ拘りがあり度々襲撃していた。アルテウルことユーゼスには忠実であったが、最終的には彼に切り捨てられガリルナガンごとアダマトロンに吸収される。
『スーパーロボット大戦OGサーガ 魔装機神F COFFIN OF THE END』では、アダマトロン撃破後、境界空間に存在していたもう一つのクロスゲートからラ・ギアスへと転移。ヨーテンナイにより過去の記憶を消され、ネオ・グランゾンをレヱゼンカヰムと共に大破させた。しかしアーマラを現状を解く鍵と判断したシュウが自分を主と思うよう術をかけ修正。シュウ一行の一員となったが、封印戦争時のアーマラを知るリューネ達からは終始警戒されていた。また、記憶は最後まで戻らなかった。
専用BGMは「黒焔の狩人」。

### その他

#### アルマナ・ティクヴァー
初登場は『第3次α』。16歳。百数十年ぶりの神託によって誕生を告げられた「ズフィルードの巫女」。
バルマーでは巫女の誕生が告げられると、その人間が17歳を迎えた日をもって神体ズフィルードに捧げる慣わしが存在する。それは死と同義だが、巫女はズフィルードと一体化し永遠に生きるとされるため、帝国の臣民にとっては希望の象徴であり巫女にとっても最上級の栄誉である。アルマナも生贄となることにためらいはなかったが、その前に外の世界を見てみたいとルアフに願い出、1年間の猶予を与えられて地球に来た。
当初はかなりの世間知らずだったものの、αナンバーズと関わるうちに変わっていき、最終決戦ではバルマー艦隊を率いてαナンバーズの救援に登場。仲間たちを激励するまでに成長を見せた。全てが終わった後はバルマーの代表となり、バルマー復興に尽力する。念能力者。
エスリムを操縦でき、クォヴレールートではヴァルク・ベンも操縦する。クスハルートではチョコレートやジャムを入れたおにぎりを普通に食べていた。
『第3次α』の主人公達との関係は、男性主人公ルート（特にトウマ） = 恋愛感情、女性主人公ルート = 信頼する友人と、それぞれ異なっているが、最終的には大切な異星の友人という位置付けにどのルートでも落ち着くようになっている。基本的にはトウマルートでのストーリーが彼女の公式なもの。

#### ルリア・カイツ
声優：加藤夏希
アルマナの侍従を務める十二支族・カイツ家の人間で、アルマナの良き理解者でもある。
カイツ家の女性は代々ズフィルードの巫女に仕えており、教養のほかに武術も嗜んでいるが、さすがにバルシェムであるクォヴレーには勝てなかった。しかし、根本から操縦系統が違うパーソナルトルーパーまで乗りこなしている。なお、ハザルとは幼少期に彼の教育係をシヴァーから頼まれ侍従をしていた過去があり、彼の姉貴分となっていた頃もあった。後半戦からバランと一緒にルアフを見限りαナンバーズの戦士として戦う。ケイサル・エフェスの存在は知らなかったが、彼の発する強烈な念を以前に何度も感じたことがあるようである。
味方キャラでも固有BGMが唯一ないバルマー関係者である（デフォルトでは「ACE ATTACKER」）。

#### バラン・ドバン
声優：宮澤正
ドバン家当主でベミドバンのパイロット。霊帝近衛軍の将軍を兼任する。
正々堂々を旨とする生粋の武人。精神的に成熟し、感情の起伏に乏しいバルマー人にあって、義に篤く豪快な性格。シヴァーとは古くからの友人。外の世界を見たいと願い旅に出たアルマナを守護するために、共に地球へとやってくる。その後は、トウマ編以外ではゼンガーと宿命のライバル関係となり、アルマナ一行の公式設定となるトウマ編では、トウマが乗り越えるべき最大の壁として聳え立つことになる。ハザルとは昔師弟の間柄だったが、ハザルの気性を恐ろしいと感じ教育係から降りたこともある。
のちに民を全く省みようとしない霊帝ルアフを見限り、αナンバーズに協力して戦うことになる。長い間、ルアフに仕えてはいたが、さすがにケイサル・エフェスの存在には気づかなかったようである。
専用BGMは「我こそはバラン・ドバン」で、作曲は葉山宏治。葉山の歌声が随所に入った異色のBGMである。九州発祥の示現流独特の掛け声として「チェスト」を時々口にしている。時代遅れのマシンに乗り、古いしきたりを未だに守るバランを馬鹿にする者も多いが、武人としての彼を信奉する者もまた多い。

#### エツィーラ・トーラー
声優：米村千冬（現：ちふゆ）
初登場は『第3次α』。トーラー家の出であり、ゼ・バルマリィ帝国祭司長の地位にある。愛機はジュモーラ。
マイをさらい、洗脳してレビ・トーラーとした張本人。強力な念動力者であるが、サディストで、異常なまでに知識欲が深く、イデを初めとした無限力への非常に強い執着心を見せていた。かつてはバルマーの大神官であり徳の高い僧として慕われていたが、ルアフの正体を知ってからは絶望して破滅的な行動をとるようになる。虚脱状態となっているフォルモッサ・シェリルを見て、全てに対して諦めてしまっている自分と同じだと評した。最後は真の霊帝ケイサル・エフェスに付き従ったが、多くを喋り過ぎたためにジュモーラもろとも消されてしまった。
専用BGMは「魔女は妖艶に踊る」。この曲は「THE ARROW OF DESTINY」と「MARIONETTE MESSIAH」の2曲の旋律を含んでいる。

#### ルアフ・ガンエデン
声優：高山みなみ
初登場は『第3次α』。ゼ・バルマリィ帝国の支配者。
一見するとただの少年にしか見えないが、帝国の創世より生き続ける神とされ、ゲベル・ガンエデンを操る。性格は傲慢そのもので、自らの支配するゼ・バルマリィ帝国こそが銀河を統べる唯一の存在であると考えている。また、一人でもバルマーの民が生きていれば自分の使命は達せられると考えており、民をゴミ屑同然に扱い、自分に逆らう者は誰であろうとも平然と消す。
だが所詮はケイサル・エフェスの傀儡に過ぎず、実際には延命処置を施され、500年ほどを生きていたに過ぎなかった。最後には、シヴァーによって、念動力を使い果たして衰弱したところを殴打され続けた挙句、創世神ズフィルード（ケイサル・エフェス）に助けを乞うが見放され、シヴァーの放った業火によってその身を焼かれ、断末魔と共に死亡する惨めな最期を迎えた。また、ディス・アストラナガンのディス・レヴの意味を知っており、それを酷く恐れる姿も見せている。
専用BGMは「TWIN ICON」。
『アイドルマスター シンデレラガールズ』の『OG』シリーズとのコラボイベント「LIVEツアーカーニバル スーパーロボット大戦CG -奏鳴の銀河へ-」では第1話のボスとして登場。

#### 霊帝ケイサル・エフェス
声優：水木一郎
『第3次α』のラスボスで、αシリーズの真の最終ボス。ゼ・バルマリィ帝国の真の支配者であり、真の霊帝。
「創世神ズフィルード」、「ゲベル・ガンエデン」とも呼ばれている存在。
代々霊帝を仕立て上げ延命処置を施した上で自らの影武者にしており、影武者の霊帝達しか謁見を許されていないため、その他の人間達は存在すら全く知らなかった。登場・名称判明は『第3次α』の最終話だが、存在そのものは『α』の時点で渚カヲルによって暗に示唆されていた。
元来はイデによる破壊に対抗して生き延びるための惑星防衛システムであるゲベル・ガンエデンの中枢になった最初のサイコドライバーであり、バルマー側の「アウグストス」であった。
イデの発動による創造と破壊の輪廻から取り残されて生まれる「まつろわぬ霊」たちアンチ・イデとも言うべき力を用いることを選び、悪霊を繰り返し吸収し続けることでイデではなく自らが運命を支配する新たな宇宙の創造を目論むようになった。そのためにはイデを滅ぼす必要があると考え、500年前にゲベル・ガンエデンという殻を脱ぎ捨ててバルマー本星の地下に潜伏し、力を蓄えながら機会を待ち続けた。現在のケイサル・エフェスは究極の悪意と天文学的な数の怨霊の集合体であり、イデの対となる存在である。
外見は威厳のある老人だが、それは仮の姿に過ぎず、真の姿は全身を漆黒の皮膚に覆われ、6本の腕と2本の角、3つの赤い目を持つ異形の存在である（「終焉の銀河」使用時に姿を見ることができる）。イデを抹殺すべく、神壱号作戦を成功させたαナンバーズの前に現れ、銀河全ての生命を抹殺し、自らの手で宇宙を新生させ神となろうと目論む。一度はαナンバーズを追い詰めるが、平和を願う者達の強大な意志によって形勢逆転し、最後はイデとナシム・ガンエデンの手で消滅したが、眷族である悪霊は世界に残った。
もう一つのエンディングであるイデエンドでは、イデが発動する直前にその姿を見ることができる。
数多存在するバンプレストオリジナルキャラクターの中で唯一、設定そのものに版権作品（『伝説巨神イデオン』）の固有名詞が組み込まれたキャラクター、機体である。
専用BGMは「終焉の銀河へ」、「GONG (Ver.α3)」。
『アイドルマスター シンデレラガールズ』の『OG』シリーズとのコラボイベント「LIVEツアーカーニバル スーパーロボット大戦CG -奏鳴の銀河へ-」ではラスボスとして登場。

## 機動兵器
英字武器名称のあるものは北米版『OG』における表記。北米版『OG』で名前が違うものは（日本版 / 北米版）の順に表記する。

### 採用技術
カルケリア・パルス・ティルゲム(Calcarea Pulse Transmit Device)
α/OGシリーズ……バルマー式のT-LINKシステムとも言えるシステム。ジュデッカに搭載されたものは、T-LINKシステムのようなブレーカーがなく、パイロットの念動力を限界以上に引き出す効果を持つ。そのため、レビがジュデッカのパイロットになる以前に、数多くの犠牲者が出ている。ほかにもヴァイクランやジュモーラなどに搭載されているが、こちらには特にデメリットは見られない。
クロスゲート・パラダイム・システム
スピリッツ……ジュデッカに搭載。詳細は不明。
SH作戦……ユーゼス・ゴッツォが開発した因果律を操る装置。未完成な状態では因果律を把握して、限定された時空間での過去や未来を予測する機能しか持たない。別次元から提供されたジュデッカを元に時空間のゲート（クロスゲート）を検出できるようになり、新西暦155年と新西暦195年を往復することも可能になる。新西暦155年以降地球に現れなくなった「光の巨人」の研究を続けるために開発し、新西暦195年に完成。デビルガンダムに極秘裏に組み込み、歴史の改変をもくろんだ。最終的にはウルトラマンの力を使うことで完成、因果律を直接操れるようになった。
α……別名、時空因果律変動装置。ユーゼスが野望を果たすために作り上げたもので、限定された空間の因果律を自在にコントロールすることで、その中で己の思うままの世界を構築する装置である（限定空間内の神に等しい存在になれる）。未来予知もその1つで、サイバスターのラプラス・デモン・コンピューターが狙われたのもこの装置を完成させるためであった。ジュデッカ（ユーゼス機）に未完成のまま搭載され、ジュデッカ（ユーゼス機）ごと破壊された。バルマー側に存在したクロスゲートの機能からヒントを得て開発された。
第2次OG……ユーゼスによりアダマトロン自身がシステムであると示唆されている。
量子波動エンジン
α……ジュデッカやズフィルード、アストラナガンの動力源となっているエンジン。また、『α』のヴァルシオーネRは試作型の量子波動エンジンが使われているという設定になっている。
ズフィルード・クリスタル(Zfylud Crystal)
α / OG……ゼ・バルマリィ帝国で産出されるレアメタルで、自己進化、自己修復、自己増殖の3大理論で形成されており（初出であるスピリッツにおいては『機動武闘伝Gガンダム』のDG細胞が元となっている）、長年に渡ってバルマー帝国の戦力を支えてきた。艦船や機動兵器の構造材として使用されるほか、大型の結晶体はヘルモーズ級の中枢となって敵対勢力の戦力を分析し、それらの戦力を上回る兵器「ズフィルード」として進化させられる。ただし、稼動するためには膨大なエネルギーと戦力を解析する時間が必要なので、即応性に欠けるのが欠点である。『α外伝』のマシンセルは、ソフィア・ネートがズフィルード・クリスタルを解析することで作り出された。

### 量産機
コードネームとAGXシリーズの型式番号はすべて識別用として地球側が命名したものであり、バルマー側のものではない。『α』シリーズと『OG』シリーズどちらにおいてもサイバスターが謎の人型機体としてエアロゲイターのものと誤認され、AGX-05の識別コードを割り当てられている。

#### 偵察量産機

##### メギロート
概要
エアロゲイターの無人偵察機。汎用性に優れ、普通のPTレベルの戦闘力は持っている。通常、エアロゲイターはこの機体のみで対象を制圧する。高性能センサーを装備し、哨戒・偵察任務にも使用される。
登場作品
スーパーロボットスピリッツ……プロローグに登場。前日談の小説では合体中のSRXを庇ったエルザムの乗るヒュッケバインMk-IIの腕を破壊している。ウォーカーギャリア専用ステージでは巨大な赤いメギロートらしきものが登場。未来の地球でバルマー帝国と戦っているネオ・イノセントが構築した地球防衛システム「エアロゲイター」の無人兵器であり、デビルガンダムを母体として増殖する。
α / 第3次α……機体中枢にズフィルード・クリスタルが埋め込まれており、収集したデータはヘルモーズのズフィルードに転送される。『α』では自己修復機能が備わっていたが、『第3次α』に登場した時は失われていた。
OG……自己再生・自己増殖能力をもつ自律型金属細胞が組み込まれているが、ズフィルード・クリスタルとは明言されていない。冥王星外宙域にて大群でヒリュウを強襲する。地球圏ではゲシュペンストMk-II・Rテスト中に接触。ゲシュペンストに乗っていたエルザムの技量により多数が撃破され、1機は捕獲されEOTI機関に回された。外見が虫のように見えることから「バグス」と命名したのもエルザムである。
OGOVA……回想シーンに登場。逃げ惑う人々を光線で焼き払う。
メギロート改
OG2……メギロートがインスペクターによって複製されたもの。バルマー帝国のオリジナルとは性能面だけでなく内部構造にも差があり、一部部品はインスペクター製のものになっている。『OGs』ではガロイカに置換され登場しない。
メギロート・アフ
OG……メギロートの改良型。特殊武装が装備されている。
第3次α……メギロートの改良型。性能が強化されている。
メギロート・ベン
第3次α……メギロートの改良型。宝玉状部分の色が赤、青、緑の3タイプ存在。頭部の形状が異なり、特殊武装が装備されている。

##### イルメヤ
概要
イルメヤ
OG……エアロゲイターの陸戦用機動兵器。外観がクモに似ていることから、コードネームは「スパイダー」。ネットによる移動の妨害を仕掛けてくる。
イルメヤ・アフ
OG……イルメヤの改良型。水中戦にも対応。

##### ミシュレイ
概要
ミシュレイ
OG……エアロゲイターの無人戦闘機。陸戦用機への航空支援を行う。外観が鳥のように見えるので、コードネームは「バード」。
ミシュレイ・アフ
OG……ミシュレイの改良型。

##### ヨエラ
概要
ヨエラ
第3次α……メギロートから派生した無人偵察機。宇宙や空中のみならず、水中でも活動できるようになっており、地球のように海洋部分が多い惑星を侵略する際に使用される。基本性能はメギロートと大差はない。
ヨエラ・アフ
第3次α……ヨエラの改良型。性能面が強化されている。ビルトファルケンに匹敵するスピードを誇るが、打たれ脆い。
ヨエラ・ベン
第3次α……ヨエラの攻撃力を強化したタイプで、宝玉状部分の色が赤、青、緑の3タイプ存在。広範囲の敵を弱体化させる兵装が施されている。

##### ガデル
概要
ディフレクトフィールドによる僚機の防御に特化した機体。それ自体はさしたる攻撃力を持たない。青と白の2種類が存在。

#### 汎用量産機
『OGs』以降の汎用量産機は、魔法陣に似た光る幾何学模様を発生させて攻撃を行う例が多い。

##### ゼカリア
概要
α……メギロートでは対応出来ない文明が現れたときに使用される汎用人型機動兵器。バルマー帝国で長年にわたって使用され続けられている名機であり、『α』に登場したのは19代目の機種にあたる。コードネームは「ソルジャー」。
OG……基本的には『α』に登場したものと同じだが、フォトン・バルカンとギスト・ブローが削除され、無人機しか登場しない。

##### エスリム
概要
エスリム
第3次α……ゼカリアシリーズの最新鋭機。エスリムとは「20」という意味で、20番目に開発されたことを記念して名付けられた。ゼカリア譲りの汎用性は健在である。ゼカリアと比較して武装数が減り、より単純化されている。
エスリム・アフ
第3次α……エスリムの改良機。主に小隊長クラスに与えられるカスタム機である。カラーリングはグレー。
エスリム・ローシュ
第3次α……小隊長用にカスタマイズされたエスリム。センサー関係が強化された以外に腕部にミサイルが増設されている。カラーリングはハンターグリーン。

#### 砲撃量産機

##### ハバクク
概要
α……長距離支援・拠点防衛用の重機動兵器。当初は幹部クラスが乗っていたが、中盤以降は一般機として登場している。ゼカリアとコンビを組むことを前提に開発されており、砲撃戦に特化した武装となっている。装甲はゼカリアより厚いものの接近戦に弱い。コードネームは「ファットマン」。
OG……『α』と同様。『OGs』ではEフィールドを装備。
武装
ディバイダー・ミサイル (Cluster Missile)
頭部発射口から発射される単発の大型ミサイル。
メタリウム・キャノン (Metarium Cannon)
両脚を背中側へ折り畳み、両肩から伸びる砲塔に変形させて発射するエネルギー砲。

##### ハーガイ
概要
ハーガイ
第3次α……ハバククの後継機である重機動兵器。ハバククよりも機動性・速射性がアップしているが、あくまでも後方支援を重視とした機体であるため、接近戦に弱い欠点はそのままになっている。ハバククと比較して武装数が減り、より単純化されている。
ハーガイ・ヤッド
第3次α……ハーガイの欠点だった接近戦能力の欠如を改良した機体。腕部が強化されている。しかし、代償として肝心の砲撃力が弱くなってしまっている。

#### 上級汎用量産機

##### エゼキエル
概要
エゼキエル
α……コードネームは「ナイト」。ゼカリアの白兵戦能力とハバククの砲撃力を掛け合わせ、さらに強化した超汎用機ともいうべき機体。指揮管制機でもある。しかし生産コストの高さが災いして少数しか製造されなかった。
OG……『α』とほぼ同じ。塗装は青。フォトン・バルカンとガイスト・ブローは削除された。『OGs』ではEフィールドが追加され防御力がやや高い。緑色の一般機であるゼカリアに対して青色の指揮官機ということで、エクセレンは「緑のとは違う?」と揶揄した。
エゼキエル・アドム (Ezekiel Adom)
OG……ゲーザ専用カスタム機。姿勢制御用バーニア・スラスターの増設と装甲強化による防御力の向上が図られている。アドム(Adom)はヘブライ語で「赤」を意味するが、機体色は紫色をベースに赤い縁取りを持つ。
エゼキエル・サゴル (Ezekiel Sagol)
OG……アタッド専用カスタム機。姿勢制御用バーニア・スラスターを増設し、カルケリア・パルス・ティルゲムと念動フィールドを備える。サゴル(Sagol)はヘブライ語で「紫」を意味し、機体色は赤紫色をベースに青紫色の縁取り。
エゼキエル・ラヴァン (Ezekiel Lavan)
OG……ガルイン専用カスタム機。姿勢制御用バーニア・スラスターを増設しG・テリトリーを装備する。リュウセイ編39話では、ヴィレッタが本機種に乗っている。ラヴァン(Lavan)はヘブライ語で「白」を意味し、機体色も白をベースに緑色の縁取りである。
武装
レーザー・ブレード (Laser Blade)
斬りかかったのち姿を消し、背後からもう一度斬る。
スパーク・トピードー (Spark Torpedo)
両腰からエネルギーを集中して光球を撃ち出す。
オルガ・キャノン (Oruga Cannon)
取り出したキャノンを展開させ、強力なビームを放つ。エゼキエルの武装の中で唯一カットインがある。『OGs』では全体攻撃。

##### シュムエル
概要
シュムエル
第3次α……エゼキエルの後継機。エゼキエルが射撃戦タイプだったのに対し、こちらは槍をメインとする接近戦用に変更された。エゼキエルは生産コストが高く少数量産に留まったため、武装を単純化しコストを落として生産性を高めることを目指した機体。しかしそれでも製造台数は多いとはいえず、主に本星の守備部隊（紫）やアルマナ専用機（黄土色。操縦は侍従ルリアが担当）など一部の上級士官クラスにしか配備されていない。しかもコストを削減した結果、エゼキエルに比べて性能が低下し、エスリムと大差ないものになってしまっている。
武装
ダカル・スピア
槍を使った高速の連続突き。
オウル・キャノン
両肩から光線を発射する。
シュヴィーラー / ハザク・シュヴィーラー
槍から光線を射出しながら肉薄、連続突きを浴びせ一刀両断する。
シュムエル・ベン
第3次α……シュムエルの改修機。3機1組での運用を前提としており、シュムエルの欠点だった遠距離砲撃戦の弱さを補完している。ただ、単機での性能はさほど向上していない。
武装
バラック・ショット
槍の先端から光線を撃ちだす。行動不能の追加効果をもっているため、地味に厄介。
ラアム・ボウル
3機1組で行う合体技。3機の槍を掲げ巨大な光弾を作り出し投射する。

### ゴラー・ゴレム隊
α……シヴァー・ゴッツォ直属の特殊部隊。隊員は全てバルシェムシリーズと呼ばれる人造人間のみで構成されており、機体も独自のものを使用している。中盤までハザルが司令官だったが、失敗が重なったためにエイスに取って代わられた。シヴァーがルアフに反乱を起こすための戦力として整備してきたもので、地球の戦力を取り込もうとしたのもその一環であった。しかし、度重なる悪行に激怒したαナンバーズにバルマー本星で壊滅させられてしまった。

#### ヴァルク・バアル / ヴァルク・イシャー
概要
ヴァルク・バアル
第3次α……バルマー戦役中に得た地球の機動兵器（実はサイバスターだが、『第3次α』に登場しなかったため裏設定的な扱いになっている）のデータを基に開発された指揮官用機動兵器。パイロットはキャリコ・マクレディ。隠密行動も想定されており、高性能のジャミング機能を持つ。地球圏内での行動が前提として設計されているため、地球の技術を流用している部分がある。ヴァルク・イシャーと同系機だが、カラーリングと手持ちのブレード・ホイール・バスターの形状が違う。バアルはヘブライ語で「夫」のこと。
ヴァルク・イシャー
第3次α……ヴァルク・バアルと同様に開発された機体。パイロットはスペクトラ・マクレディ。ヴァルク・バアルと同系機だが、カラーリングと手持ちのブレード・ホイール・バスターの形状が違う。イシャーはヘブライ語で「妻」のこと。
武装
ショット・シザー
肩部のアンカーを発射し対象を切り刻み、圧殺する。
ブレード・ホイール・バスター
手持ちの武器からビームを撃ち出す。
必殺技
ヤラー・イリュージョン
ジャミングを交えた高速移動を繰り返しつつミサイルを放ち、最後に胸部から2連続でビームを放つ。
ラカッド・ヴェ・ヤラー
高速で間合いを詰め、ブレード・ホイール・バスターで斬り刻んだのち背後に回りこみ、ビームを撃ち込んでトドメ。

#### ヴァルク・ベン
概要
第3次α……ヴァルク・バアル / イシャーの簡易量産型。バルシェム隊の人造人間が搭乗する。バアル / イシャーより機体性能は下がっているが充分に高性能。記憶を失う以前のクォヴレーも、バルシェム隊所属の兵士としてこの機体に搭乗し、ゲートの調査を行っていったが、ゲートから転移してきたアストラナガンと融合し、ベルグバウへと変異した。ベンはヘブライ語で「兄弟」のこと。記憶を失う前のクォヴレーが乗っていた機体と終盤に出現する機体にはディフレクトフィールドが装備されておりあらゆるダメージを軽減するほか、ジャミング機能が備わっており回避率も高い（シヴァーの陰謀でクォヴレーが乗せられた機体にはついていない）。
OGMD……キャリコ、スペクトラも本機種に搭乗するが、専用カラーの機体である（キャリコがバアル、スペクトラがイシャーと同じカラーリング）。
武装
オウル・ブレード
カティフ・キャノン
両肩の砲塔からエネルギー弾を放つ。
ツイン・ホイール・バスター
手持ちの武器。ワイヤーつきのホイールを伸ばして一撃を加え、その後ワイヤーを引き戻す勢いで間合いを詰め、一回斬った後バスターを撃ち込む。

### 戦艦

#### ヘルモーズ
概要
新……バルマー帝国の超大型母艦。花弁のように広がる艦首構造物が特徴。スペースコロニーを一撃で破壊するほどの主砲を持つ。宇宙編の最終ステージではマップの背景になるほど巨大な艦。背景となっても主砲の射線上にユニットを置くと主砲を発射、全ての効果を無視して一撃で撃墜する。
α……コードネームは「グリーン・フラワー」。ゼ・バルマリィ帝国辺境銀河方面観察軍第7艦隊の旗艦で、全長20km以上にもおよぶ巨大戦艦である。船体はズフィルードクリスタルで作られており、自己修復機能を持つ。艦首に装備された主砲レギオン・バスターは一撃で地球クラスの惑星を粉砕することが可能である。艦自体が一種の移民船にもなっており、内部には街や工場などが複数ある。雷王星宙域の会戦でロンド・ベル隊に撃沈された。

##### ヘルモーズ・エハッド
概要
ヘルモーズ・エハッド
第3次α……ゼ・バルマリィ帝国第1艦隊の旗艦。エペソ・ジュデッカ・ゴッツォが艦長を務める。火星での戦いで、ズフィールド・エヴェットを起動させるために消滅。その後登場した艦体は、バルマー星付近フォレース宙域でのゲート防衛戦で撃沈された。緑と白のカラーリングが特徴。エハッドはヘブライ語で「1」を意味する。
ヘルモーズ・ハミシャー
第3次α……ゼ・バルマリィ帝国第5艦隊の旗艦。サルデス・ジュデッカ・ゴッツォが艦長を務める。バルマー星が崩壊する時に民衆を乗せて脱出した。赤と白のカラーリングが特徴。ハミシャーはヘブライ語で「5」を意味する。
ヘルモーズ・シシャー
第3次α……ゼ・バルマリィ帝国第6艦隊の旗艦。ヒラデルヒア・ジュデッカ・ゴッツォが艦長を務める。バルマー星が崩壊する時に民衆を乗せて脱出した。青と白のカラーリングが特徴。シシャーはヘブライ語で「6」を意味する。

#### フーレ
概要
新……ヘルモーズに搭載されている戦艦。グラドス星がバルマー帝国の属国となっているため、よくグラドス兵が運用している。
OG……エアロゲイターの戦艦。外観が花のように見えることから地球側のコードネームは「フラワー」。南極でカールら地球側との会談の際に出現したが、シュウのグランゾンの攻撃で撤退している（ただしこの際の艦はゲストによる鹵獲艦あるいはコピー品のようである）。北京市街での戦闘時にも出現。支援に現れたエルザムの指揮するクロガネのドリルを喰らっている。
第3次α……ゼ・バルマリィ帝国の主力戦艦。全長5,000 mにもなる大型戦艦で、高い戦闘力を持つ。結晶状パーツが紫色の艦も登場する。自己修復機能も備えている。

### ネビーイーム
(Neviim)
スーパーロボットスピリッツ……L5宙域に出現した巨大要塞。地球圏各地にメギロートを送り込んだ。連邦軍は「オペレーションSRW」においてSRXによる強襲でネビーイームを破壊したが、中枢であるジュデッカの出現により作戦自体は失敗に終わっている。
OG / OG2……L5宙域に出現したエアロゲイターの自動惑星。白い外観から「ホワイトスター」のコードネームで呼ばれる。宇宙を漂流し、知的生命体の暮らす星を見つけるとその星の武器や生物を捕獲・調整し、バルマー帝国の兵器とする役割を持っていた。L5戦役最終局面で中枢を落とされ、戦後は連邦軍が駐留地点として利用していた。インスペクター事件では急襲を受けて陥落、インスペクターの兵器プラントとして利用されたが、今度はアインストの攻撃で侵食される。最終的にはノイ・レジセイアと融合し、シュテルンレジセイア（『OGs』ではシュテルン・ノイレジセイア）となるもハガネ・ヒリュウ隊により撃破された。
ジ・インスペクター……『OGs』と同様ながら、ゲームと同じ形態のシュテルン・レジセイアとはならず、ノイ・レジセイアがホワイトスターから生えているだけの様相となった。竜巻斬艦刀でノイ・レジセイアが撃破された後に次元転移で出現したアインストヴォルフに周囲のアインスト諸共取り込まれ消滅し、アインストヴォルフはノイヴォルフと化した。
第3次α……バルマー本星をガードするために建造された機動要塞で、全部で12基ある。うち1基がシヴァー・ゴッツォの独断でクロスゲートがあるフォレース宙域に移動させられ、αナンバーズの前に立ち塞がった。バラルの園と同系統の砲撃システムをもち自軍を苦しめるものの、中枢部に集中攻撃を受けて破壊された。バルマー本星宙域では複数のネビーイームが連携して攻撃してきたが、戦闘システムを連動させていたのが災いし、システムの中枢が破壊されると全てのネビーイームが機能を停止した。

### ズフィルード
敵の能力を複写する「自己進化・分子構造記憶」機能を持つバルマー最強の機動兵器。形状が一定に定まっておらず、メギロートによって収集される様々なデータを得ることで形状が大きく変わる。コードネームは「ナイトメア・クリスタル」。
SH作戦……名前のみ登場。新西暦154年に発生した、異星人侵略戦争における異星人艦隊の中枢であり、ジュデッカともどもSRXによって撃破されている。なお別次元のラオデキヤがユーゼスに与えたジュデッカもズフィルードの一種。
α……ゼ・バルマリィ帝国辺境銀河方面観察軍第7艦隊の切り札として登場した機動兵器。通常はズフィルード・クリスタルと呼ばれる状態でヘルモーズの中枢コアとして機能しており、敵対勢力の分析・解析を行っている。そのため形状は相手によって変化し、1つとして同じ形状のズフィルードは存在しない。地球へ侵攻した際は地球側（主にロンド・ベル隊）の主力兵器が人型機動兵器だったので、ズフィルードも人型の形状を取った。同様にゼントラーディとの戦闘では巨大戦艦の形状を取っていた。その性能は、10年前にラオデキヤ艦隊が追い詰められ一人目のラオデキヤが死亡した戦いで、たった1機でゼントランの艦隊を壊滅させたほど。実はナシム・ガンエデンの存在を知覚しており、「ジーベン・ゲバウト」使用時に一瞬だけナシム・ガンエデンがズフィールドに被さる形でカットインする。全てにおいてロンド・ベル隊の兵器の性能を上回ったはずだが、乗り込む人間の能力までは読み取ることが出来ず、集中攻撃を受けて敗北した。その後、ユーゼスの手で能力を暴走させられ、複数のズフィルードがジュデッカと共に出現したが、それでも勝利を収められなかった。

#### ズフィルード・エヴェッド
第3次α……基本的にはバルマー戦役時に現れたものと同じ機体である。ただし、対宇宙怪獣用に広領域殲滅兵器として進化しており、形状は顔の形以外は全く異なる。ヘルモーズ並の巨大さを誇り、もはや機動要塞と呼ぶべき存在である。広領域への総合的な攻撃力・破壊力はバルマー戦役の際に戦った人型よりも格段に上がっており、防御機能も優れているが、その巨体ゆえに機動力や運動性は大きな犠牲になっており、また単体目標に対する攻撃力・破壊力では劣っている。
火星での戦いで第1艦隊のズフィルードは一度破壊されたが、バルマー帝国国境での戦闘で再び出現。しかし、これもαナンバーズに破壊された。さらにバルマー本星宙域やバルマー本星内での戦闘では2機同時に出現するものの、αナンバーズの勢いを止めることは出来なかった。
この形状で登場したのは、第1・第5・第6艦隊のズフィルードである。『α』のストーリーが始まる2年前に起こったゼントラーディとの戦いの際にもこの形状であったらしい。

### その他（専用機など）

#### アンティノラ
概要
α……第7艦隊副司令ユーゼスが製作したジュデッカの試作機。そのため、本機は第7艦隊にしか配備されていない。試作機とはいえ機体はズフィルード・クリスタルで作られており、ジュデッカには及ばないもののエゼキエルなどの量産機を凌駕する性能を備えている。少数が量産されており、主に自立回路で動くか、上級指揮官クラスの人間が搭乗している。ユーゼスの搭乗する試作1号機には、転移システムと量子波動エンジンを搭載している。コードネームは「モノ・レッグ」。

#### ジュデッカ（レビ機）
概要
スーパーロボットスピリッツ……ネビーイームの中枢となっていた機動兵器。「オペレーションSRW」においてSRXを返り討ちにした。地球人に猶予を与えるなど行動に不可解な点が多かったが、その正体は未来で過去のスーパーロボットの情報を収集するためジュデッカ・ゴッツォがネオイノセントに与えた機動兵器で、時空を超える機能を持っている。地球防衛システム「エアロゲイター」のデビルガンダムからエネルギー供給されているため、デビルガンダムを破壊されると弱体化する。「オペレーション・スーパーロボットスピリッツ」のもと集結したスーパーロボットたちに敗れる。レビの搭乗時は頭に多くの細い線を繋ぐために髪の毛と一体化しているように見え、彼女が長髪であるかのように錯覚させる。
SH作戦……名前のみ登場。新西暦154年に発生した、異星人侵略戦争でズフィルードともどもSRXによって撃破されている。別次元のラオデキヤがユーゼスに与えたジュデッカはズフィルードの一種で時空を超える機能を持っている。
α……レビの乗る白いジュデッカ。普段はメギロートの管制を行っている。カルケリア・パルス増幅装置と呼ばれるT-LINKシステムに似たシステムが搭載されており、巨体に似合わない高い機動力を持つ。元々は戦闘可能状態になるまで時間が掛かるズフィルードに代わる汎用兵器として開発された。ズフィルードに匹敵、もしくは上回る戦闘力を追求していった結果、カルケリア・パルス増幅装置を始めとする様々な特殊装置やそれを応用した兵器が装備されるようになった。しかし、この装置はパイロットを強制的に戦闘マシンへ変えるためにパイロットへの負担が大きく、レビ以前に数多くの人間が犠牲となっている。機体は自己修復機能を持つズフィルード・クリスタルで構成され、量子波動エンジンで稼動する。コードネームは「ホワイト・デスクロス」。
OG / OG2……ネビーイーム最深部で待ちかまえていた大型機動兵器。ネビーイームの中枢でもある。L5戦役で撃破されたが、セプタギンが回収し修復しようとした。回収された破片の多くは破棄されたが、コアがSRX計画のラボに、破片の一部が軍の極秘プロジェクトに回された。
OGs……基本的には『α』や『OG』と同一だが、機体は一回り以上大型化した。一部を除いて各武装の演出が変更され、相手を氷結地獄に誘う。特に最終地獄ジュデッカの使用時は、巨大な鮫のような形状に変形して相手に喰らい付き、カイーナ、トロメア、アンティノラを打ち込んだ後にジュデッカの底に叩き落とし、魔王ルチフェロ（サタン）の三つの顔に貪り喰わせるというおぞましいものである。今作では一部の技のモーションがスーパーロボットスピリッツでのジュデッカのものに酷似している。
無限EXCEED……フォルミッドヘイムのクロスゲート付近に、この機体の石像がある。

##### ジュデッカ（ユーゼス機）
概要
α……ユーゼス専用の黒いジュデッカ。基本的にはレビが搭乗したタイプと同じだが、未完成のクロスゲート・パラダイム・システムを搭載している。最終決戦に登場した時の不完全な状態でもズフィルード以上の性能を誇り、完全な状態になればガンエデンをも凌ぐ性能を発揮できると想定されていた。コードネームは「ブラック・デスクロス」。
ユーゼスは念動力者ではないものの、レビ機と同様カルケリア・パルス増幅装置と念動フィールドを搭載しており、問題なく機能している。

#### ヴァイクル
概要
OG……指揮官用の大型機動兵器。ジュネーブに出現した際はレビが遠隔操作で操っていた。高速戦域管制機であり、カナフ・スレイブを用いたオールレンジ攻撃を得意とする。識別コードは「グリフォン」。
ヴァイクル・ベン
OG……ヴァイクルの量産型。ホワイトスター中枢部に配備されていた。制御兵が搭乗しているが、実際にはレビが直接操作している。セプタギンが複製して出現させることもある。

#### ヴァイクラン
概要
第3次α……ハザル・ゴッツォ専用機としてヴァイクルを改良した大型機動兵器。形状はヴァイクルとは大きくかけ離れた姿をしている。T-LINKシステムを外部から強制的に起動させるシステムが内装されており、これを使ってSRXの動きを止めて大破させた。三重連太陽系宙域での戦闘でαナンバーズに破れた後、ハザルを廃人にしたエイス・ゴッツォが乗り込むが、バルマー本星での戦いで撃破されている。
武装
オウル・アッシャー
両手の間からエネルギー波を放射、敵に集中させ攻撃する。
ガン・スレイヴ
肩部に搭載されているガン・スレイヴによる射撃。
ラアム・ガン・スレイヴ
ガン・スレイヴを遠隔操作しての複数射撃。
必殺技
ベリア・レディファー
黒いエネルギー球を生み出し、相手に投射する。
命中後、対象は異空間に引きずりこまれ、二つの渦に引き裂かれて爆発する。ベルグバウの「アキシオン・バスター」に演出が似る。
アルス・マグナ・フルヴァン
ディバリウムと合体し、ガドル・ヴァイクランとなって放つ最大の攻撃。濃密なエネルギー波を敵に浴びせる。
命中直前、エネルギー波が猛獣の顎のように開き標的に喰らいつく。

##### ディバリウム
概要
第3次α……エイス・ゴッツォが中盤まで乗り込んでいた機体。超広領域殲滅兵器として開発され、装備されている兵装の大半がMAP兵器という極めて特異な機体である。機動力に優れ、その性能をもってゲートを防衛していた地球連邦軍の艦隊を瞬時に殲滅した。ガドル・ヴァイクランに合体する時は機体がバラバラになり、ヴァイクランの増加装甲の形となって合体する。のちに合体機構を排した量産型も登場した。
武装
ダク・アッシャー
緑色の光線を複数発射する。唯一の通常武装。
ゲルーシュ・エハッド
MAPW。前方に光線を発射する。
ゲルーシュ・シュナイム
MAPW。前方広範囲に光線を撒き散らす。
ゲルーシュ・シュロシャー
MAPW。全方位に光線を撒き散らす。

##### ガドル・ヴァイクラン
第3次α……ヴァイクランとディバリウムが合体した姿。地球のスーパーロボットを参考にしているらしい。ヴァイクランとディバリウムの合体攻撃「アルス・マグナ・フルヴァン」でしか確認できない。なお、合体攻撃自体はディバリウム側からは使用出来ないという弱点があるため、簡単に封じ込めることが出来る。

#### ジュモーラ
概要
第3次α……エツィーラ・トーラー専用の機動兵器。山羊に似た頭部や脚部をもち、背部にはエネルギーを円形に加速させる独特の加速器らしき構造を持つ。また、得物として伸縮可能な大剣を携える。カルケリア・パルス・ティルゲムが搭載されており、それを応用した兵装が施されている。中・遠距離戦闘を得意とするが、接近戦でも十分な戦闘力を発揮する。フォレース宙域やバルマー本星宙域の戦闘でαナンバーズの前に立ち塞るが、敗北。その後、顕現したケイサル・エフェスの前に真・龍王機と共に現れるが、エツィーラの追従を不快に感じたケイサル・エフェスに一撃で破壊された。
武装
オウル・アッシャー
大剣の柄頭と両手でエネルギーを加速、発生した8つの光球からそれぞれ光線を発射。
ハッド・ラメド
大剣を伸ばし突進、斬り付けなぎ払う。
メス・ネシカー
大剣の柄頭にエネルギーを集中、圧縮し、超高速の光弾として撃ち出す。
必殺技
マヴェット・メシバー
大剣にエネルギーを注ぎ剣自体を弾として打ち上げ、落下させ大爆発を引き起こす。

#### ベミドバン
概要
第3次α……バルマー帝国の武家、ドバン家の当主に代々受け継がれてきた重機動兵器。製造されてから既に500年以上が経過しており、バルマーが所持する兵器の中では最古の部類に属す。機体の改良は度々行われてきたが、旧式感は拭えず、武装も巨大な鉄球のみである。最新鋭機と互角に渡り合えるのはひとえに現当主であるバラン・ドバンの能力に拠る所が大きいが、それでもパワー戦術は強大で、トウマの雷凰を一撃で大破に追い込んだ。αナンバーズとは幾度か矛を交えたが、最終的には共に銀河の安寧を守るためにαナンバーズと合流する。名称はモーセ五書の一つ民数記に由来。
武装
ドバン・クラッシュ
突撃の勢いで鉄球を叩きつける。
ドバン・ハンマー
鉄球を振り回し、上から叩き潰して敵小隊を粉砕する。
必殺技
ドバン・インパクト
上半身を高速回転させ、遠心力をつけて鉄球をぶつけ、敵機を粉々に粉砕する。作中では唯一「装甲ダウンLV3」を持つ。

### セプタギン
声優：？？？
概要
OG……識別コードAGX-15「メテオ3」。アイドネウス島に落下した3番目の隕石。ビアン博士らの調査によって人工物であることが判明。解析のためにEOTI機関が組織され、数々のEOTがもたらされたが、同時に異星人の存在が明らかとなりDC結成のきっかけともなる。バルマーが最初に送り込んだブービートラップであり、「最終安全装置」と呼ばれる代物。対象となった文明がバルマーの予想を超える戦闘能力を発揮した場合、すなわち「ジュデッカの撃破」を引き金に起動。内部に封印されていたズフィルード・クリスタルによってセプタギンに変貌、アイドネウス島駐留艦隊を吸収し、バルマーの脅威となった地球文明を消滅させようとしたが、ハガネ・ヒリュウ隊によって撃破された。
物体を複製コピーする能力を持っており、地球製の兵器である戦闘機や戦艦などが取り込まれた駐留艦隊やこれまでの戦闘データからコピーされて運用された。さらに撃破されたジュデッカのコアを回収、修復しようとしたが、これはハガネ・ヒリュウ隊に阻止され、完全修復は成らなかった（規定ターン内にセプタギンを倒せない場合、ジュデッカが出現してゲームオーバーとなる）。
ビアンはこの隕石の監視のため、EOTI機関（のちのDC）本部をアイドネウス島に置いたが、その正体を突き止めることは出来なかった（リョウトの発言によると、ビアンは確証こそつかめなかったが、正体に薄々気付いていた模様）。ヴィレッタの考えでは、このセプタギンが成長を続けると、地球上のすべての「人間と、人間が創り出した物」にズフィルード・クリスタルが打ち込まれ、その結果、地球文明はおろか地球そのものの滅亡もあり得るという。
固有BGMは「最後の審判者」。『OGs』での担当声優は「？？？」となっているが、これは開発スタッフとのこと。
GBA版『OG』では熟練度が低い場合は交戦せずに終わるが、『OGs』のOG1パートでは必ずセプタギン戦が最終話となる。

### アダマトロン
概要
第2次OG……ユーゼス・ゴッツォとして正体を現したアルテウル・シュタインベックがズフィルード・クリスタルで再生させてファブラ・フォレースのクロスゲートを取り込ませたAI1と、古き人祖であるナシム・ガンエデンを融合させ、さらにマシアフとして自らが作った人造マシアフであるイングを取り込んだ姿。機体名はアダムとメタトロンを組み合わせた造語である。3対の天使の羽と一対の悪魔の羽を持ち下半身は蛇のようになっている。腰の部分にも悪魔の羽のようなものが巻きついている。胸にはAI1のコアと顔はユーゼスの仮面を巨大にしたような姿を持つ。頭部には天使の輪のようにクロスゲートが鎮座しており、ユーゼス曰く「アダマトロンこそクロスゲート・パラダイム・システム」であるという。その能力により、平行世界からガンエデンの神僕や四凶の超機人、ヴォルクルスのを召還するなどを行っている。超絶的な修復能力を持ち損傷をすぐに回復出来るものの、自身が切り捨てた筈のカーリーや、ガンエデンごと取り込んでいたイルイの抵抗によりイングを脱出させられたことで形勢を逆転させられてしまう。
必殺技
エデン・ゲルーシュ
翼の基部と胸部左右にある赤い球体を発光させ、無数の黒いレーザーを放って攻撃。MAP兵器版も存在し、十字型の範囲で精神使用不可の状態異常付き。
イドオニー・ザアム・カーラー
頭部のクロスゲートからカナフ、ザナヴ、ケレン、窮奇王、饕餮王、応龍皇を呼び出し、一斉攻撃をかける。その後、胸部のAI1の部分から呼び出した者達を巻き込みながら、なぎ払うようにビームを撃つ。
エルヨウン・イェダ・ドーマー
クロスゲートによって時間と空間を別の世界のそれと交錯させ、敵を異空間に引きずり込んで「古の忌憶」を垣間見せた後、AI1から現出した敵をクロスゲートに飲み込み、バラルの園に落下させたのち空から流体を降らせて追撃をかけ、最後に頭部の仮面にエネルギーを収束・爆裂させて敵を消滅させる。
この「忌憶」の中にはジュデッカ、アストラナガン、ディス・アストラナガン、ナシムとゲベルの両ガンエデンのシルエットが映る。

### 新スーパーロボット大戦に登場する機動兵器
征服した惑星の機体を使用しているため、デザインに統一感が無い。
アマジャ
新……空戦用でビームが主武器。
アルテミス
新……肩にロング・キャノンを背負った砲撃戦用の機体。
キョウ
新……女性の格闘家のようなデザインで、格闘戦に長ける。
ゲルドラ
新……人型のスタンダードな機体。近接戦闘では腕で殴る。
ザドック
新……カラーリングと肩にトゲが付いたこと以外はゲルドラとほぼ同じ機体。ビームサーベルを装備している。
シース
新……蜂型のロボット。『α』のメギロートに相当する機体。
ジャム
新……長い腕と爪が特徴だが、主兵装は射程の長いブラスター・カノン。
シュトゥル・クトゥール
新……大型ビーム・カノンを4門背負った空戦用の機体。
スカウト
新……偵察用の機体でモアイに似ている。ミノフスキートライアングルなどの武装を搭載。
バディオ
新……砲撃戦用の機体で腕は砲に、足はキャタピラかホバーになっている。水中戦もこなす。
バトルクラッシャー
新……大きな上半身とそれを支える4本の細い足を持ち、ビームモヒカンといった武装を搭載。ビーム発射時に目を点滅させる。ゲーム中には改良型が隠しシナリオに登場するのみ。
リコニトーレ
新……人型の機体でビットのような武器を持つ。遠近そつなくこなす。

## ガンエデン
滅亡の危機から逃れるため、惑星防衛システムの中枢制御装置として先史文明人の手で作られた巨大機動兵器。別名、「人造神・アウグストス」（『龍虎王伝奇 下巻』参照）。地球側のものをナシム・ガンエデン、バルマー側をゲベル・ガンエデンと呼ぶ。形状はゲベルは男性神、ナシムは女性神を模しているが、戦闘時にはドラゴンのような姿に変形する。
当時の地球はアポカリュプシスの前兆であるゼントラーディやプロトデビルン、宇宙怪獣、流星群によって滅亡寸前であった。プロトカルチャーは、その際新たな種を育て、それを護るシステムとして一対のガンエデンを作り上げた。『α』シリーズにおける全ての地球の人類は、その当時ガンエデンが育てた種の末裔、もしくはその直系である。新天地を求め地球を旅立ったナシムとゲベルはやがてバルマー星へたどりつき、その地でバルマー人を育て上げた。これがバルマーの創世である。数千年後、繁栄しつつあったバルマーにあり、望郷の念に駆られたナシムは地球への帰還を望んだ。バルマーの守護神となったゲベルはそれを見送りつつも、いずれ再び二つの星が出会う時のため、またナシムと雌雄を決する戦いの時のため、通路としてクロスゲートを残した。しかし、ナシムはゲートを使わず独力で銀河を横断、地球の思い出を生き残った人類たちに道中で伝えつつ旅を終え、バラルの園で眠りについた。『α』シリーズで地球が何度も襲撃された、あるいは注目されたのは、その時ナシムが語った思い出が伝承となり、地球がある種、特別な意味を持つようになったためである。その後、バルマーに残ったゲベルは防衛システムの端末として帝国軍を造り上げた後眠りにつき、地球に帰ったナシムは超機人を取り込み自らの戦力とした。
稼動には「ガンエデンの巫女」あるいは「マシヤフ」と呼ばれるサイコドライバークラスの念動力者が不可欠で、ナシムはイルイが、ゲベルはケイサル・エフェスと彼に操られた代々の霊帝が生体コアとなっていた。内部には最初のサイコドライバーたる「アウグストス」の魂と能力が秘められている。惑星を防衛するための究極の手段として、惑星全体を空間転移すら阻む強力な結界で封印するほか、外敵と見なしたもの全てを無差別攻撃する機能を持つ。また、クストースと呼ばれる半生体兵器を下僕としている。
名称そのものの設定は無印シリーズの頃から存在していた。両ガンエデンの最強武器「フォロー・ザ・サン」「キャッチ・ザ・サン」は『太陽戦隊サンバルカン』の主題歌の一部。

### バラルの園
第2次α……アラビア半島北西部の上空に出現した浮遊島。規模はおよそ1km。表面には遺跡が確認できるほか、中心には塔がそびえる。この塔は砲撃システムでもあり、地球外の小バーム、サイド3、フォン・ブラウン市に砲撃を仕掛けた。惑星を封印するための結界発生装置を装備するが、ナシム・ガンエデンの破壊とともに崩壊した。そのため、ナシム・ガンエデンは地球封印を断念し、融合したイルイとの対話の結果αナンバーズに後事を託すこととなる。バルマー本星にもバラルの園が存在し、霊帝の住まう塔を中心とした区域が帝国の中枢をなしている。
OGシリーズ……設定は概ね同様。地球外へは3発砲撃を行っており、ヘブンゲートにいたゲストの艦隊や連邦軍の艦隊を攻撃したが、月へ発射された残り1発は、何故かムーンクレイドルより西50km離れた、見た目上なにもない場所に着弾しており、セレーナ、エルマ、アルバーダはこれを目撃している。

### ナシム・ガンエデン
声：MAYA
概要
α……ズフィルードの「ジーベン・ゲバウト」使用時に一瞬だけ姿が見える。
第2次α……人造神。地球を外的脅威から守るべく、結界で封印しようとするが、αナンバーズによって撃破された。本作では「ガンエデン」という名称である。戦闘力は凄まじいものであったが、神子であるイルイの意志を無視して力づくで融合していたため、外部からの説得で同調が揺らぎ、真の力を発揮できずにいた。イルイが「ガード」を持ち、さらにサイズ差補正で攻撃力に補正がかかるため、数値以上の防御力を持つ（当時は「サイズ差補正無効」の技能が無く、サイズ差による攻撃力補正に対抗する手段が無かった）。ただし、HP回復能力は無い。イルイの小隊長能力は「MAP兵器無効」のため、MAP兵器は効果が無い。
第3次α……一定の条件を満たして行ける最終面「今遥か遠い彼方…」で、イルイが搭乗した状態で味方増援として登場する。その戦力は基本性能や武器性能すら『第2次α』ラスボス時と遜色が無い（『第2次α』の難易度『EASY』に該当）。ただし、足が遅い（移動力4）ため、よく考えて戦闘を行わないとナシム・ガンエデンが戦闘に参加できない。イルイの小隊長能力が『第2次α』とは変わっているため、MAP兵器に対する耐性を失っているが、その代わりに「フルブロック」が追加され、特殊効果武器に対する耐性を得た。それでも、最終面は強敵揃いのため油断すると撃墜の可能性も生じる。
第2次OG……「ガンエデン」の名称で登場。基本的な経緯は第2次αと同じだが、途中でイルイに拒絶された為にガンエデンの自我が表面化してイルイの人格を消去しようとしたが、鋼龍戦隊に敗北する。真のエンディングへ向かうルートでは、その直後にユーゼスが出現し、AI1とイングを利用、融合してアダマトロンへ変貌する。防御性能が強化されており、全属性ダメージを軽減する「神の盾」、敵残存勢力が多ければ多いほどダメージを軽減する「ガンエデンの加護」を持つ。『α』シリーズと違って自力でのEN回復は失っているが、「フォロー・ザ・サン」にEN吸収効果が追加された。
武装
ヒート・ラハヴート
『第2次OG』で追加されたMAP兵器。
エデン・ゴラー
右手の光球を対象に当て間近に転移させ、左手の光球をぶつけて爆発させる。
マヴェット・ゴスペル
歌声とともに全身から光線を放つ。
フォロー・ザ・サン
龍形の精霊「ガンエデン・ルアフ（テフィリンとも言う）」を解放し、宇宙空間に跳びあがったのち急降下突撃を敢行、敵小隊を殴りつぶす全体攻撃。イルイのカットインがある。『第2次OG』では、ガンエデンから飛び出したイルイが「テフィリン」に姿を変え、敵小隊を打ちのめした後に口から光のブレスを放つ演出となっている。『第2次OG』のみEN吸収効果を持つ。

### ゲベル・ガンエデン
概要
第3次α……バルマー側のガンエデン。霊帝ルアフが搭乗する。性能はナシム・ガンエデンとほぼ同等だが、バルマー星は地理的要因から外敵の脅威に晒される機会が多かったため、戦闘経験が多い。またナシム・ガンエデンの弱点だった燃費の悪さをEN吸収を付けることによって克服している。ルアフを抹殺したシヴァーはイルイを利用して乗り込んだが、念動力者ではないシヴァーでは念動フィールドを展開できないため、ルアフ搭乗時よりも防御力が低くなっている。しかし、マップ兵器が使用できるようになる。熟練度次第では最終決戦時にケイサル・エフェスにより少数が量産され出現する。実際にはアウグストスの意識・力はとうの昔に抜け出てケイサル・エフェスと化しており、バルマー本星に現れた物はただの抜け殻に過ぎず、単なる念動兵器としての力しか持っていなかった。
武装
メス・ベリアット・ハオラム
シヴァー搭乗時に使用してくるMAPW。テフィリンに変身して前方広範囲をブレスで一掃する。
マヴェット・ゴスペル
ナシム同様の攻撃。
キャッチ・ザ・サン
テフィリンを解放したのち飛び上り、惑星系を破壊するほどのブレスを放つ。命中した相手からはENを吸収する全体攻撃。

### クストース
クストースとは連邦軍によって名付けられたコードネームであり、ラテン語で「守護者」を意味する。ガンエデンおよびガンエデンの巫子となるサイコドライバーを守護するために造りだされた超機人に似た半生体兵器で、バラルは「神僕」と呼ぶ。ワシ、サメ、ヒョウの姿をしており、それぞれが炎、水、雷を操る。ガンエデンの巫子であるイルイが危機に陥った時に、イルイを守るべく現れ、イルイがαナンバーズから姿を消してからは、αナンバーズに襲い掛かるようにもなる。ナシム、ゲベル両方側のガンエデンにそれぞれ存在しており、バラルの園には、戦闘能力が若干低い複製型（量産型）も存在する。また、ゲベルに仕えていたクストース達は、霊帝ケイサル・エフェスの邪悪な霊気によって、全身が黒く染まっている。戦闘BGMは『CUSTOS』（ナシム側（『第2次OG』）、ゲベル側）『TRINITY IDOL』（ナシム側（『第2次α』））。
クストース3体の地球側の呼称は、往年の特撮シリーズ『太陽戦隊サンバルカン』が元ネタで、作中でも獅子王博士がその名称に触れていた。

#### カナフ / カナフ・アフ
概要
第2次α……クストースと名付けられたナシム・ガンエデンの3つの僕の一体。鳥型で空中戦を得意とする。カナフ・アフは、カナフの複製型である。地球側での呼称は「イーグル」。
武装
テヒラー・レイ
翼から光線を放つ。
ファイア・ツィボール
炎を纏って突撃する全体攻撃。カナフ・アフは使えない。

#### ケレン / ケレン・アフ
概要
第2次α……クストースと名付けられたナシム・ガンエデンの3つの僕の一体。魚型で水中・宙間戦を得意とする。ケレン・アフは、ケレンの複製型である。地球側での呼称は「シャーク」。
武装
テヒラー・レイ
各部を展開し、光線を放つ。
カリーシュ・ダイヴ
空間に身を沈め、ジャンプを繰り返して接近し、突撃。その後、背後に飛び出してテヒラー・レイを放つ全体攻撃。ケレン・アフは使えない。

#### ザナヴ / ザナヴ・アフ
概要
第2次α……クストースと名付けられたナシム・ガンエデンの3つの僕の一体。獣型で地上戦を得意とする。ザナヴ・アフは、ザナヴの複製型である。地球側での呼称は「パンサー」。
武装
サンダー・ラアム
四足の付け根から雷撃を放つ全体攻撃。
シャイニング・ツァアク
雄たけびのあと飛びかかり、爪と牙で敵機をズタズタに引き裂く。回避されると猫のように顔を洗う仕草をする。ザナヴ・アフは使えない。

#### ラー・カナフ
概要
第3次α……カナフと同じ形状をした機動兵器でケイサル・エフェスの3つの僕の一体。「ラー・-」となっているクストースは元の機体に比べて色が黒くなっている。
武装
テヒラー・レイ
ファイア・ツィボール
カナフ同様の攻撃。

#### ラー・ケレン
概要
第3次α……ケレンと同じ形状をした機動兵器でケイサル・エフェスの3つの僕の一体。
武装
テヒラー・レイ
カリーシュ・ダイヴ
ケレン同様の攻撃。

#### ラー・ザナヴ
概要
第3次α……ザナヴと同じ形状をした機動兵器でケイサル・エフェスの3つの僕の一体。
武装
サンダー・ラアム
シャイニング・ツァアク
ザナヴ同様の攻撃。

### その他の機動兵器
いずれも『第2次OG』にて登場。

#### ズロア
概要
バラルの園を守護する人型兵器。ククルによれば、元々バラルの園の神殿に安置されていた石像で、クストースと同様、ガンエデンでなければ制御できないようである。

#### スナピル
概要
ケレンの量産型と思われる機動兵器。

## ケイサル・エフェス
概要
第3次α……ケイサル・エフェス本人が生み出した巨大機動兵器。元々、ケイサル・エフェス自身はゲベル・ガンエデンの中枢そのものであったが、自らの目的を果たすためにゲベル・ガンエデンという殻を脱ぎ捨て、代わりに己を守るための鎧として生み出した。デザインは金子一馬が手がけている。細長い首と四肢、複数の節をもつ翼、灰色にうごめくぼろ布のような翼幕と、無機質でアンバランスな外見をしている。通常攻撃以外に歌も通用する。なお、彼に対する特殊台詞はバンプレストオリジナルキャラの他に多くの版権キャラに用意された。
圧倒的なまでの戦闘力でαナンバーズに戦いを挑み、一度は追い詰めるが、熱気バサラとリン・ミンメイが完成させた歌『GONG』やこれまでの戦いで散っていった人々の魂に励まされたαナンバーズに敗れ、消滅した。
武装
絶望の宴
MAPW。8つの魔法陣を張り巡らせ、8つの赤い光線を放つ。
霊帝の福音
首を伸張・変形させ砲身とし、口に浮かぶ12芒星の魔法陣から光線を放つ。とどめ演出で対象は消滅する。
終焉の銀河
胸部がせり出し、「白き祭壇」と称される小型の塔が現れる。十字に開いた「白き祭壇」からケイサル・エフェス本体が姿を現し多数の魔法陣を浮かび上がらせる。それらが長方形に空間を切り取り、血のような赤い奔流とともに無数の悪霊・怨霊を呼び出す。
命中後、人のざわめきのようなノイズとともに“破壊される星々”“自軍ロボットの残骸の山とケイサル・エフェス”“頭蓋骨のような模様”“魔法陣”“両断され粉々になる地球”といったイメージが次々挿入され、最後にケイサル・エフェスの姿がフェードアウトして終了。
とどめ演出では、機体が亡霊たちに捕まって引きずり込まれ、大量の血しぶきを残して消え去る。